# Guerra de la Independencia española
La guerra de la Independencia española fue un conflicto bélico que se dio entre 1808 y 1814 dentro del contexto de las guerras napoleónicas, que enfrentó a las potencias aliadas de España, Reino Unido y Portugal contra Napoleón Bonaparte, cuya pretensión era, tras las abdicaciones de Bayona, la de instalar en el trono español a su hermano, José Bonaparte y constituir España como Estado satélite del Primer Imperio francés.
La guerra de la Independencia, también conocida en español como la francesada, Guerra del Francés, Guerra de los Seis Años o «levantamiento y revolución de los españoles», se solapa y confunde con lo que la historiografía anglosajona llama Peninsular War (Guerra Peninsular), iniciada en 1807 al declarar Francia y España la guerra a Portugal, tradicional aliado del Reino Unido. También tuvo un importante componente de guerra civil a nivel nacional entre afrancesados y patriotas. El conflicto se desarrolló en plena crisis del Antiguo Régimen y sobre un complejo trasfondo de profundos cambios sociales y políticos impulsados por el surgimiento de la identidad nacional española y la influencia en el campo de los «patriotas» de algunos de los ideales nacidos de la Ilustración y la Revolución francesa, paradójicamente difundidos por la élite de los afrancesados. Con motivo del bicentenario de la Guerra de la Independencia, Frigdiano Álvaro Durántez Prados puso en tela de juicio dicho nombre, ya que no se trata de un conflicto de carácter independentista, según el carácter que se le ha ido dando a estas conflagraciones, y propuso la denominación Guerra de 1808 o Guerra Peninsular.
Según el historiador Pedro Rújula, la Guerra de la Independencia forma parte de un ciclo de guerras, iniciado con la guerra de la Convención (1793-1795) y que culmina con la primera guerra carlista (1833-1840), que estaría «caracterizado por el choque entre revolución y contrarrevolución». Para movilizar a la población contra la invasión francesa se retomó «el viejo discurso utilizado con éxito para luchar contra la República. “Religión, Rey y Patria”, volvía a ser la divisa». De esa tríada, el rey (cautivo en Valençay tras las abdicaciones de Bayona) se convirtió en la pieza clave. Así lo consignó la Junta de Gobierno en la declaración de guerra: «No dejaremos las armas de la mano hasta que el Emperador Napoleón I restituya a nuestro Rey y Señor Fernando VII».

## Resumen
Según el Tratado de Fontainebleau de 27 de octubre de 1807, el primer ministro Manuel Godoy debía proveer, de cara a una invasión hispanofrancesa de Portugal, el apoyo logístico necesario al tránsito de las tropas imperiales. Bajo el mando del general Junot, las tropas francesas entraron en España el 18 de octubre de 1807, cruzando su territorio a toda marcha en otoño, y llegaron a la frontera con Portugal el 20 de noviembre. Sin embargo, los planes de Napoleón iban más allá, y sus tropas fueron tomando posiciones en importantes ciudades y plazas fuertes con objeto de derrocar a la dinastía de los Borbones y suplantarla por su propia dinastía, convencido de contar con el apoyo popular.
El resentimiento de la población por las exigencias de manutención y los desmanes de las tropas extranjeras, que dio lugar a numerosos incidentes y episodios de violencia, junto con la fuerte inestabilidad política surgida por la querella entre Carlos IV y su hijo y heredero Fernando VII, orquestada por los franceses, que se inició con el Proceso de El Escorial y culminó con el Motín de Aranjuez y el ascenso al poder de Fernando VII, precipitó los acontecimientos que desembocaron en los primeros levantamientos en el norte de España y el Dos de Mayo en la capital del Reino. La difusión de las noticias de la brutal represión, inmortalizada en las obras de Francisco de Goya, y de las abdicaciones de Bayona del 5 y 9 de mayo, que extendieron por la geografía española el llamamiento, iniciado en Móstoles, a enfrentarse a las tropas imperiales, decidieron la guerra por la vía de la presión popular a pesar de la actitud contraria de la Junta de Gobierno designada por Fernando VII.
La guerra se desarrolló en varias fases en las que ambos bandos tomaron sucesivamente la iniciativa, y se destacó por el surgimiento del fenómeno guerrillero, que, junto con los ejércitos regulares aliados dirigidos por el duque de Wellington, provocó el desgaste progresivo de las fuerzas bonapartistas. El pueblo padeció los efectos de una guerra total, en la que tanto franceses como aliados se cebaron con la población y objetivos civiles, saqueando y pillando a gran escala y devastando, por ejemplo, la industria española, considerada una amenaza para sus respectivos intereses. Los primeros éxitos de las fuerzas españolas en la primavera y el verano de 1808, con la batalla del Bruch, la resistencia de Zaragoza y Valencia y, en particular, la sonada victoria de Bailén, lograda por un ejército exclusivamente español, provocaron la evacuación de Portugal y retirada francesa al norte del Ebro, seguida en el otoño de 1808 por la entrada de la Grande Armée, encabezada por el propio Napoleón, que culminó el máximo despliegue francés hasta mediados de 1812. La retirada de efectivos con destino a la campaña de Rusia fue aprovechada por los aliados para retomar la iniciativa a partir de su victoria en los Arapiles (22 de julio de 1812) y, contrarrestando la ofensiva francesa, avanzar a lo largo de 1813 hasta los Pirineos, derrotando a los franceses en las batallas de Vitoria (21 de junio) y San Marcial (31 de agosto). El Tratado de Valençay de 11 de diciembre de 1813 restauró a Fernando VII y dejaba a España libre de la presencia extranjera, pero no evitó la invasión del territorio francés, siendo la batalla de Toulouse (10 de abril de 1814) el último enfrentamiento de la guerra. Refiriéndose a la guerra, Napoleón, en su exilio, dijo:

Esta maldita Guerra de España fue la causa primera de todas las desgracias de Francia. Todas las circunstancias de mis desastres se relacionan con este nudo fatal: destruyó mi autoridad moral en Europa, complicó mis dificultades, abrió una escuela a los soldados ingleses... esta maldita guerra me ha perdido.
Fraser, Ronald: La maldita guerra de España. Historia social de la guerra de la Independencia, 1808-1814.

En el terreno socioeconómico, la guerra costó en España una pérdida neta de población de 215 000 a 375 000 habitantes, por causa directa de la violencia y las hambrunas de 1812, y que se añadió a la crisis arrastrada desde las epidemias de enfermedades y la hambruna de 1808, resultando en un balance de descenso demográfico de 560 000 a 885 000 personas, que afectó especialmente a Cataluña, Extremadura y Andalucía. A la alteración social y la destrucción de infraestructuras, industria y agricultura se sumó la bancarrota del Estado y la pérdida de una parte importante del patrimonio cultural.
A la devastación humana y material se sumó la debilidad internacional del país, privado de su poderío naval y excluido de los grandes temas tratados en el Congreso de Viena, donde se dibujó el posterior panorama geopolítico de Europa. Al otro lado del Atlántico, las colonias americanas obtendrían su independencia tras la guerras de independencia hispanoamericanas. En el plano político interno, el conflicto fraguó la identidad nacional española y abrió las puertas al constitucionalismo, concretado en las primeras constituciones del país, el Estatuto de Bayona y la Constitución de Cádiz. Sin embargo, también dio inicio a una era de guerras civiles entre los partidarios del absolutismo y los del liberalismo, llamadas guerras carlistas, que se extenderían a todo el siglo XIX y que marcarían el devenir del país.

## Antecedentes: política exterior y crisis de la monarquía española (1800-1808)

### Alianza hispanofrancesa y guerras contra Gran Bretaña
El tratado de San Ildefonso de 1796, firmado entre la Convención Nacional Francesa y Carlos IV de España, representado por el favorito y primer ministro Manuel Godoy, así como el tratado de Aranjuez de 1801 con el Consulado de Napoleón Bonaparte, restablecieron la alianza tradicional que desde la proclamación de Felipe V de España había regido las relaciones entre la Corona española y la de Francia, llevándolas durante el siglo XVIII, en la disputa de intereses económicos y coloniales, a una serie de sucesivos enfrentamientos armados con el Imperio británico.
En mayo de 1801, cuando Napoleón decidió forzar la neutralidad de Portugal que se resistía a romper como aliado de la Corona británica, el ejército español intervino en Portugal provocando la efímera guerra de las Naranjas que puso de manifiesto la falta de resolución de la corte española, aunque esta supo aprovechar la ocasión para capturar la plaza de Olivenza (Badajoz). Supuso el inicio de un conflicto entre ambos países por la soberanía de esta hasta la actualidad. Desde 1803, España ayudó económicamente y puso a disposición su Armada para la guerra naval contra los británicos, que culminaría en octubre de 1805 en la batalla de Trafalgar.
La gravedad de la derrota de Trafalgar no tuvo las mismas repercusiones en España y Francia. Napoleón, proclamado ya en 1804 Empereur des Français, hubo de renunciar entonces a la invasión inmediata por vía marítima de Gran Bretaña, pero pudo equilibrar su posición con los triunfos militares sucesivos en Austerlitz, el 2 de diciembre de 1805 y de Jena, el 14 de octubre de 1806, alcanzando acuerdos de paz con austriacos, rusos y prusianos. Sin embargo, en España, la destrucción de una parte importante de su Armada agravó la crisis económica al no permitir las comunicaciones con las colonias americanas, en tanto que aumentaba el recelo hacia la política de alianza.

### El Bloqueo Continental
El fracaso de las negociaciones con el gobierno británico del primer ministro Lord Grenville indujo a Napoleón a relanzar con el Decreto de Berlín del 21 de noviembre de 1806 el enfrentamiento directo con los británicos mediante la práctica de la guerra económica total del Bloqueo Continental, que ya se venía aplicando de facto tras el aumento de las tasas aduaneras, el cierre de los puertos del norte de Francia y de las desembocaduras del Elba y el Weser en la primavera de 1806.
La política del Bloqueo orientó el interés de Napoleón hacia la península ibérica y el Mediterráneo occidental, incrementando la presión sobre la corte de Portugal, a la que se le advirtió para que adoptase medidas para el cierre al comercio con los británicos desde sus puertos, así como la confiscación de los bienes y bloqueo de los residentes en el país. Ante la inacción portuguesa, en agosto de 1807 Napoleón encargó a Jean-Andoche Junot la organización en Bayona del Cuerpo de Observación de la Gironda con una fuerza de unos 30 000 soldados, y retomando la fórmula de 1801 para forzar a aceptar el Bloqueo a los portugueses, reclamó el apoyo de la corte española que, con este fin, envió a través del conde de Campo Alange un ultimátum al gobierno portugués el 12 de agosto de 1807. A partir del 25 de septiembre de 1807 los portugueses expulsaron a los navíos ingleses, pero, anteriormente notificados de que el gobierno británico no permitiría ningún acto hostil contra sus ciudadanos en Portugal, no se realizó ninguna acción en este sentido.
El 18 de octubre de 1807, Junot atraviesa la frontera y pocos días después, el 27 de octubre, el representante de Godoy firma el tratado de Fontainebleau en el que se estipula la invasión militar conjunta, la cesión a la corona de los nuevos reinos de Lusitania y Algarves, así como el reparto de las colonias.

### Crisis de la Monarquía española: Motín de Aranjuez y Abdicaciones de Bayona
Según un testigo presencial, André-François Miot de Mélito, el 3 de diciembre de 1807 Napoleón le ofreció a su hermano José el trono de España en una entrevista que tuvo con él en Venecia.
La adhesión a España al bloqueo continental y el sometimiento de Portugal a este estaba ya garantizada por el Tratado de Fontainebleau. Para el historiador Vicente Palacio Atard el motivo fundamental de Napoleón para invadir España y colocar en el trono a su hermano fue neutralizar a los Borbones para que su legitimidad no se proyectase sobre la dinastía Bonaparte en Francia. De hecho, el 14 de junio de 1816 Napoleón confesó:

Una de mis grandes faltas es el haber dado tanta importancia a la necesidad de destronar a los Borbones

Y, en enero de 1819, Napoleón añadió:

La falta más grande que he cometido es la expedición de España. Me lancé a esta empresa por creer que era preciso echar de España a los Borbones para estar seguro en el trono de Francia.

El historiador Jean-René Aymes ofrece la siguiente explicación:

...la expedición a España deriva de una serie de consideraciones entre las que se encuentran mezclados la debilidad militar del estado vecino, la complacencia de los soberanos españoles, la presión de los fabricantes franceses, la necesidad de arrojar a los ingleses fuera de Portugal, la enemistad del Emperador hacia la dinastía de los Borbones, los imperativos de una estrategia política para el conjunto del Mediterráneo y, por fin, para remate y para ocultar ciertos cálculos sucios, los designios de Dios o las exigencias de una filosofía ad hoc
Aymes, Jean R.: La Guerra de la Independencia, Madrid, Siglo XXI, 1974.

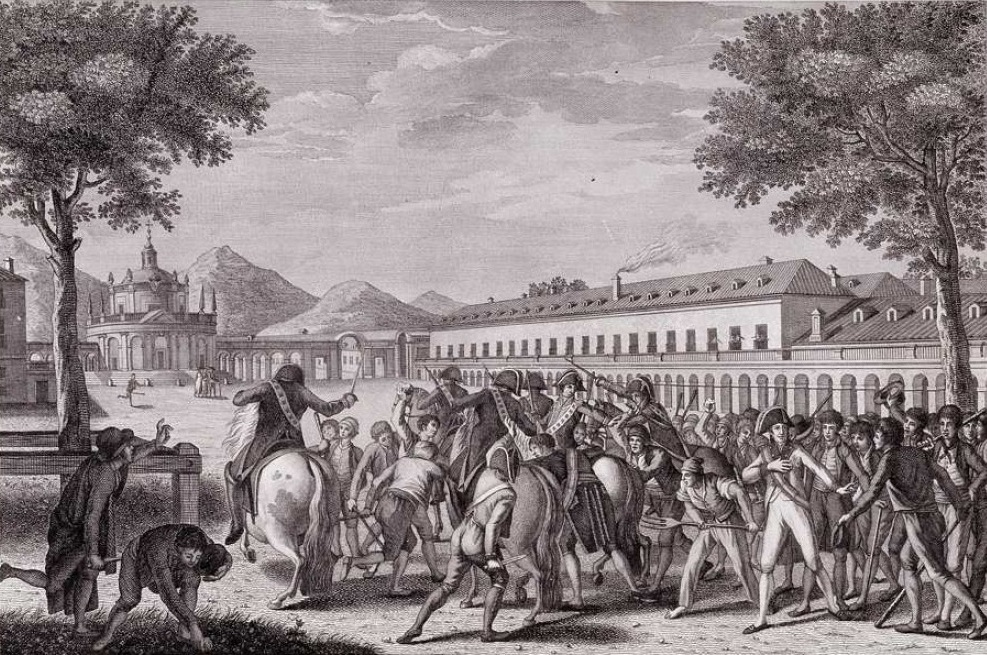
Caída y prisión del Príncipe de la Paz, un grabado que refleja los disturbios durante el Motín de Aranjuez.

Otro factor que empujó a la invasión francesa de España fue, según el historiador Vicente Palacio Atard, la escasa estimación que tenía Napoleón del pueblo español. El emperador francés llegó a afirmar que los españoles eran "una chusma de aldeanos dirigidos por una chusma de curas".
El 10 de diciembre de 1807 entró en España pasando por Irún un ejército de 24 400 soldados del Imperio francés, comandado por Pierre-Antoine Dupont de l'Étang. Napoleón también situó un Ejército de Reserva entre Burdeos y Bayona con 30 000 hombres comandados por Bon-Adrien Jeannot de Moncey, y dispuso en el sur de Francia el Cuerpo de Observación de los Pirineos Occidentales de Jean-Baptiste Bessières y el Cuerpo de Observación de los Pirineos Orientales de Guillaume Philibert Duhesme.
Desde finales de enero de 1808 Napoleón empezó a introducir en España nuevas tropas, hasta llegar a los 90 000 soldados. Los franceses tomaron las ciudadelas de Figueras, Montjuic y Pamplona.
La presencia de estas tropas terminó por alarmar a Godoy. En marzo de 1808, temiéndose lo peor, la familia real se retiró al Palacio Real de Aranjuez para, en caso de necesidad, seguir camino hacia el sur, hacia Sevilla y embarcarse para América, como ya había hecho Juan VI de Portugal.
La noche del 17 al 18 de marzo de 1808 tuvo lugar el Motín de Aranjuez y Carlos IV abdicó en favor de su hijo Fernando VII. El 23 de marzo de ese año entraron en Madrid las tropas francesas comandadas por Joaquín Murat y, el 24 de marzo, entró en la capital Fernando VII.
El 2 de abril Napoleón se puso en camino hacia Bayona, habiendo dado instrucciones a Murat para que Carlos IV y Fernando VII se dirigiesen a territorio francés. El 10 de abril Fernando VII se marchó en dirección a Burgos para entrevistarse con Napoleón, escoltado por el general Anne Jean Marie René Savary. En Madrid quedó una Junta de Gobierno nombrada por Fernando VII.
Fernando VII no encontró a Napoleón en Burgos y continuó su viaje hasta Vitoria, donde tampoco lo halló. Entonces Napoleón envió una carta Fernando VII invitándole a reunirse con él en Bayona para conferenciar sobre su reconocimiento como rey de España, al tiempo que mandaba otra misiva a Bessières, con tropas en Burgos y Vitoria, diciéndole que si el monarca daba la vuelta fuese arrestado y conducido a Francia.

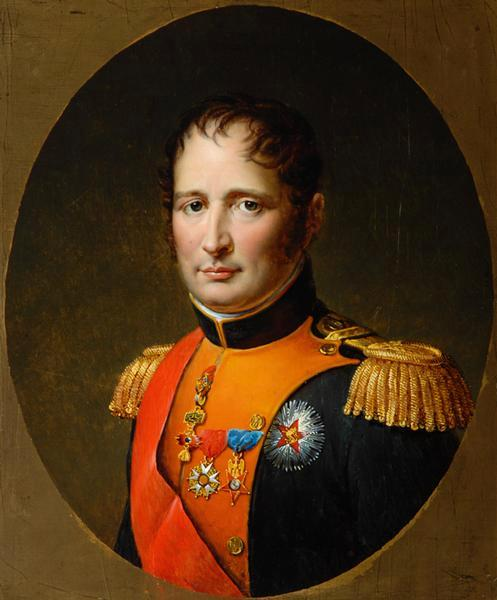
Retrato de José Bonaparte, hermano de Napoleón, a quien nombraría rey de España tras las Abdicaciones de Bayona.

Ya reunidos en Bayona, el 21 de abril de 1808 Napoleón le dijo al consejero de Fernando VII Juan Escóiquiz:

Crea vuestra merced que los países en que hay muchos frailes son fáciles de sujetar. Tengo experiencia de ello. Esto mismo ha de suceder, pues, con los españoles [...] Aunque necesitase sacrificar 200 000 hombres de todos modos habría de ser lo mismo, y yo estoy bien lejos de creer que se necesitase tanta pérdida de gente para subyugar a España

Napoleón le propuso a Fernando VII la Corona española a cambio del Reino de Etruria, pero este se negó. Entonces Napoleón decidió conversar con Carlos IV y Manuel Godoy, que llegaron también a Bayona a finales de abril de 1808. Finalmente, logró que Carlos IV cediese a José Bonaparte sus derechos al trono español a cambio de una pensión. Carlos IV pasó a residir en Compiègne, luego en Marsella y, en 1812, en Roma. El 6 de mayo de 1808 Fernando VII firmó su renuncia, pasando a vivir en el Castillo de Valençay, vigilado por Charles Maurice de Talleyrand.

### Levantamiento contra los franceses

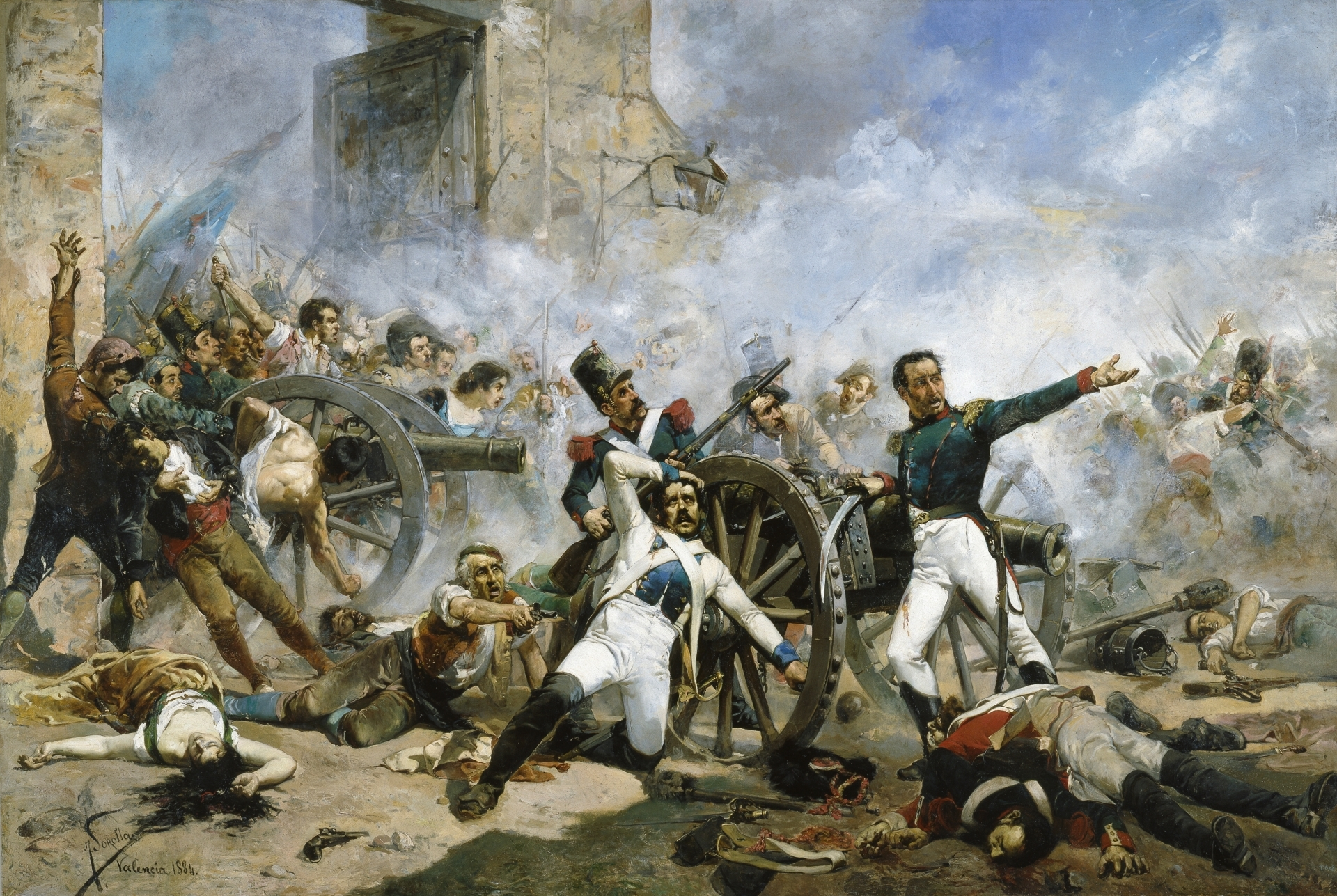
La defensa del parque de Monteleón durante el Levantamiento del 2 de mayo en Madrid, pintura de Joaquín Sorolla.

El levantamiento contra los franceses partió de las clases populares y de los notables locales. Comenzó como una serie de motines espontáneos, pero su reiteración y su rápida expansión por todo el país permiten entrever cierto grado de inducción o, cuando menos, de coordinación. Es probable que el detonante fuera la presión de las tropas napoleónicas sobre la población civil, la necesidad de mantener a su ejército, máxime cuando el país había atravesado recientemente por un ciclo de hambrunas y malas cosechas. Ya en abril hubo revueltas en ciudades como León o Burgos, si bien, tras el levantamiento de Madrid, el 2 de mayo de 1808, los levantamientos se propagaron por toda España. La difusión de las noticias sobre la represión ejercida por los franceses en Madrid y en otras localidades alentó la insurrección. Asimismo, la sublevación tuvo cierta continuidad con el Motín de Aranjuez, que derribó a Godoy en marzo de 1808: quienes entonces habían combatido la alianza contra Napoleón se unieron de nuevo contra el ejército del Norte.
Un sector mayoritario de la Iglesia, que consideraba en peligro la religión y la tradición ante la oleada secularizadora proveniente de Francia, vivió el levantamiento como una cruzada y una segunda reconquista. El bajo clero fue un eficaz agente movilizador: su agitación y sus proclamas resultaron cruciales para transformar una serie de revueltas aisladas en una acometida general contra los franceses, que prendió con fuerza en medios populares.

## Desarrollo de la guerra

### Sublevaciones y la declaración de guerra

Campaña militar de las tropas napoleónicas en España durante la primera etapa de la Guerra de la Independencia (1808-1812).

Las noticias de los hechos de Madrid se extendieron desde la misma tarde del 2 de mayo por todo el país, provocando las primeras reacciones de indignación y solidaridad, a la vez que las primeras declaraciones a favor de un levantamiento armado general en un clima de confusión ante la fragmentación de los distintos representantes del gobierno y el surgimiento de órganos de poder locales o Juntas. El llamado Bando de los alcaldes de Móstoles, promulgado por Andrés Torrejón y Simón Hernández, fue la primera iniciativa desde el ámbito local que contribuyó al desprestigio de la Junta de Gobierno, designada por Fernando VII, ante la declaración de Murat del 6 de junio en la que justificaba los excesos de la represión.

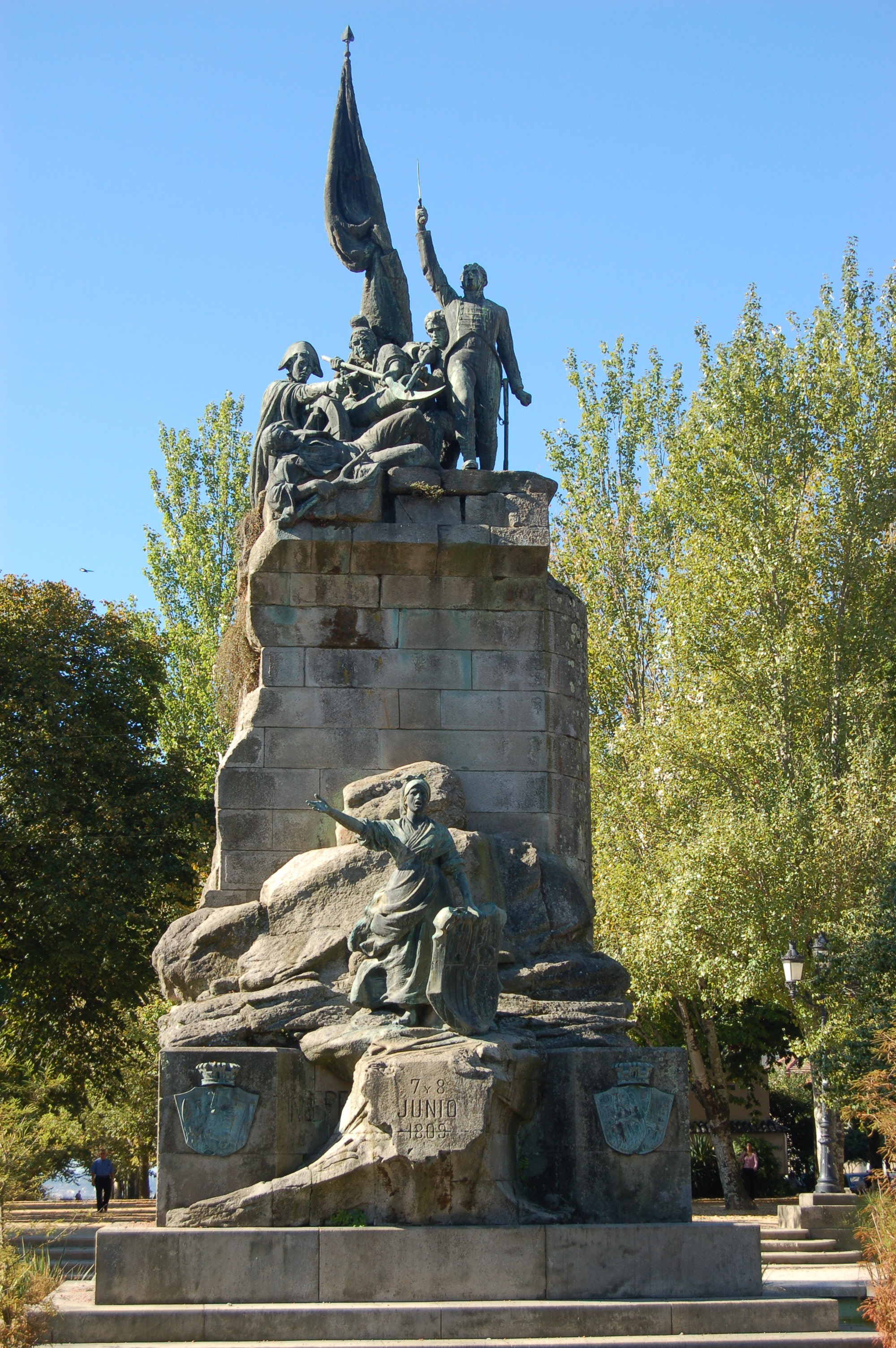
Monumento a los Héroes de Puente Sampayo (1809), erigido en Pontevedra, Galicia.

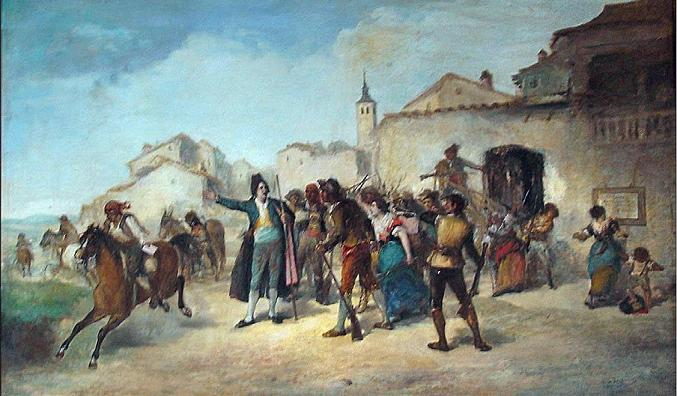
El alcalde de Móstoles proclama la rebelión contra las tropas de ocupación francesas.

Las instrucciones de Fernando VII al marchar hacia Bayona (Francia) fueron terminantes: mientras él estuviera fuera del país, las instituciones españolas debían cooperar con los generales galos. En un primer momento, la administración en pleno acató la orden: desde el Consejo de Castilla hasta los corregidores municipales. Pero conforme avanzó el levantamiento, las instituciones, emplazadas entre los rebeldes y un ejército francés resuelto a combatir con dureza la sublevación, perdieron el control de la situación y se volvieron inoperantes. El resultado fue un vacío de poder: con la desorientación producida por el reciente trasvase de coronas, el Rey ausente y el país en estado de preguerra, el entramado institucional del Antiguo Régimen se desmoronó y los sublevados ocuparon el espacio que dejó la vieja administración.
El 19 de mayo, Napoleón aprobó la convocatoria a 150 representantes de los diferentes estamentos para la asamblea que se ocuparía del Estatuto de Bayona. En la noche del 22 al 23 de mayo, y una vez difundidas las noticias de las abdicaciones de Bayona, la insurrección se inicia en la ciudad de Cartagena que por entonces era Departamento de Marina y de Artillería, creándose en ella la primera Junta General de Gobierno. Desde Cartagena se mandan correos a las ciudades de Valencia, Granada y Murcia, "con el aviso de la resolución que se había formado en Cartagena, su Departamento de Marina y numerosa guarnición, convidando a dichas ciudades para el mismo objeto" avisando de ello en todas las ciudades y pueblos por los que pasaban estos correos, así como a la escuadra del Departamento de Cartagena que se encontraba en Mahón y que se dirigía a Tolón para unirse a la escuadra francesa, ordenándole que volviera a Cartagena. La insurrección comienza en los días siguientes en Valencia, Granada, Lorca y Orihuela. En Zaragoza, José de Palafox y Melci toma el control de la ciudad tras entregar el mando el capitán general Guillelmi a su segundo, produciéndose el primero de los sitios de Zaragoza. Mientras en Murcia, el antiguo secretario de Estado, Floridablanca (1728-1808) preside la recién constituida Junta local de Murcia. Estas Juntas se crean en todas las ciudades levantadas, tras crearse la Junta General de Gobierno de Cartagena.
Al extenderse la insurrección, en las ciudades y pueblos alzados se fueron formando juntas locales. Integraban dichas juntas los notables de cada ciudad o municipio: propietarios, comerciantes, clérigos, abogados y nobles, muchos con experiencia en las instituciones del Antiguo Régimen. De este modo, las élites locales, gentes de orden y extracción social conservadora, asumieron el control de una revuelta popular en su origen. Nacidas para solventar una situación imprevista, las juntas tuvieron un carácter provisional y por ello limitaron su actividad a organizar la resistencia, sostener el esfuerzo de guerra, garantizar la intendencia y preservar el orden público. Sin embargo, su mera existencia entrañaba un cariz revolucionario, pues, a diferencia de las instituciones del Antiguo Régimen no eran un poder designado por la Corona, sino constituida desde abajo, y por eso establecieron una nueva lógica: el ejercicio de la soberanía de facto por instituciones cuya legitimidad no provenía de la monarquía.

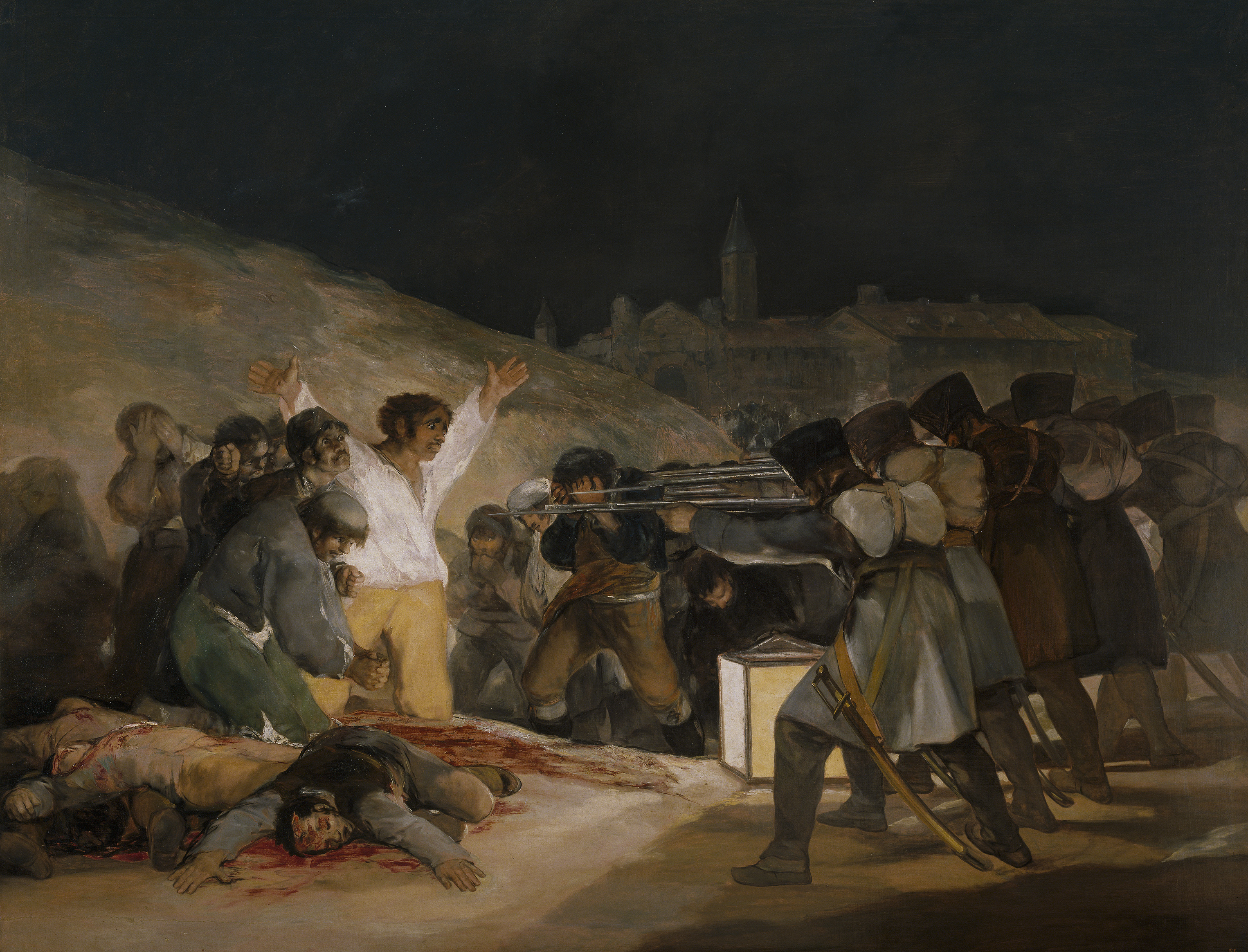
El 3 de mayo en Madrid, de Francisco de Goya, representa la represión del ejército francés el 3 de mayo en Madrid.

Las juntas locales resultaron eficaces al inicio del levantamiento. No obstante, para hacer frente al Ejército Imperial hacía falta algo más que una pléyade de instituciones municipales dispersas. De ahí que las juntas de los pueblos y ciudades fueran, poco a poco, coordinando su acción y agrupándose: mediado el verano había dieciocho juntas provinciales en la mitad sur de la Península, territorio controlado por los rebeldes. En Sevilla, la Junta local adopta el nombre de Junta Suprema de España e Indias, impulsora del texto considerado como la declaración de guerra formal emitido el 6 de junio. Ese mismo día, un ejército compuesto por militares y milicias campesinas logran impedir la marcha de las columnas imperiales a su paso por el puerto del Bruch, causando la primera derrota relevante del ejército francés. También este día 6 de junio fue la contienda de Valdepeñas, en la que la villa de Valdepeñas fue incendiada, consiguiendo la población, sin ejército alguno, cortar la comunicación entre Madrid y Andalucía, logrando la evacuación francesa de La Mancha y el retraso francés en la batalla de Bailén.
El 25 de septiembre de 1808 las juntas provinciales dieron un paso más y se unieron en una Junta Suprema Central, presidida por el conde de Floridablanca, antiguo secretario de Estado con Carlos IV, quien ejerció las funciones de gobierno entre septiembre de 1808 y enero de 1810.
En los llamamientos a la sublevación contra la invasión francesa se recurrió a la vieja divisa ya utilizada con éxito durante la guerra de la Convención quince años antes: «Religión, Rey y Patria». El Correo de Gerona publicó el 28 de junio de 1808: «Permita Dios que nadie se dexe seducir por el Maquiavelismo francés, y que el Pueblo Español, tan amante de su dignidad, nada escuche, a nadie preste oídos sino a la penetrante voz de la Religión, el Rey y la Patria». Una proclama hecha pública en La Mancha reiteraba los mismos principios: «Lo que importa es que elijamos un Jefe que nos dirija y sepa llevar adelante nuestras victorias, que enteramente le prestemos una sumisión y una obediencia inalterable, que juremos por última vez que derramar nuestra sangre en defensa de nuestra patria, de Fernando VII, de nuestra religión, y estando de este modo unidos a todos los demás Reinos de España seremos invencibles». Un texto firmado por «el madrileño» terminaba diciendo: «Guerreros, todos los que habéis peleado por vuestra religión, por vuestro Rey y por vuestra patria, vosotros os habéis llenado de gloria y vuestros nombres serán apreciables en todos los siglos». El historiador Pedro Rújula comenta: «El viejo mensaje contrarrevolucionario había demostrado de nuevo su eficacia movilizadora. Por todo el país libre de tropas francesas se formaron juntas que comenzaron a reclutar y armar civiles para oponerse a los ejércitos franceses».

### Repliegue del ejército imperial (junio-noviembre 1808)

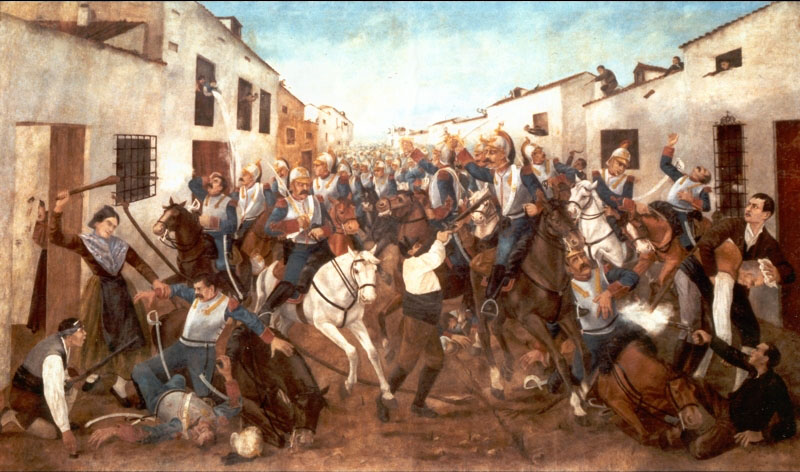
Resistencia del pueblo de Valdepeñas contra los franceses (junio de 1808). Las insurrecciones populares contra las tropas de ocupación fueron debilitando al ejército francés.

Tras las campañas del verano de 1808: el primero de los sitios de Zaragoza (15 de junio de 1808 hasta el 15 de agosto de 1808), la batalla de Medina de Rioseco (14 de julio de 1808) y la batalla de Bailén (19 de julio), con la entrada en Madrid de Castaños y Pedro González Llamas el 5 de septiembre se puso de manifiesto la dificultad entre los diferentes niveles del poder español para constituir una autoridad única tanto política como militar con la que consolidar los progresos realizados hasta entonces, que habían llevado al repliegue francés hacia el norte del valle del Ebro, y afrontar el contraataque general napoleónico, una vez dispuesta la llamada Grande Armée.

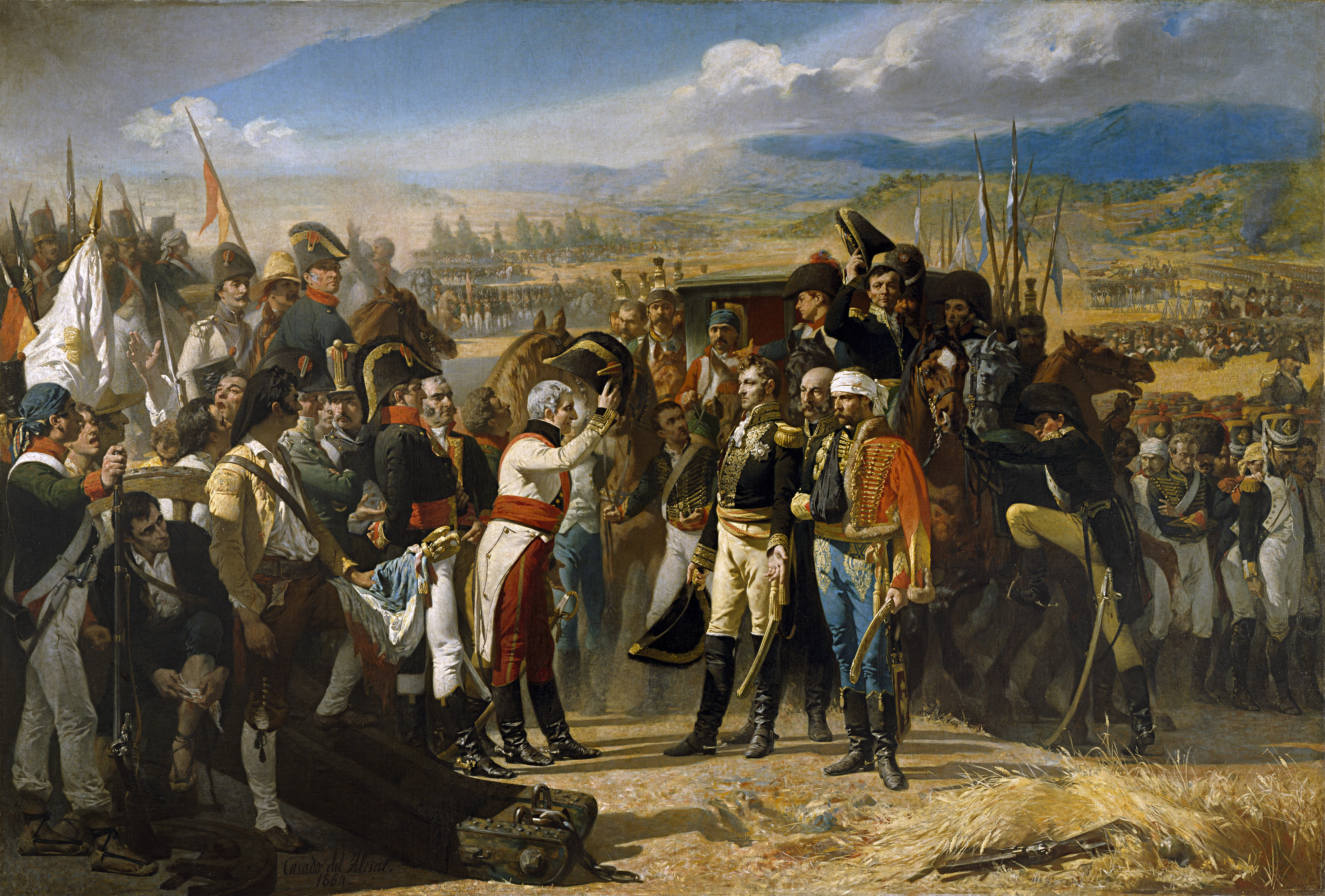
La rendición de Bailén, que supuso la primera derrota de Napoleón en tierra.

A las rivalidades entre los altos mandos militares, que emprendían acciones sin coordinación, se sumaba la de la divergencia política sobre la reforma del sistema del Antiguo Régimen y el surgimiento de reclamaciones particulares en cada territorio, al amparo del clima de federalismo de facto favorecido desde las diferentes juntas provinciales. A pesar de ello, un acuerdo general permitió constituir el 25 de septiembre de 1808 en Aranjuez la denominada Junta Suprema Gubernativa, presidida por Floridablanca y con un poder limitado, y la Junta Militar, presidida por los generales Castaños, Castelar, Morla, González Llamas, Marqués de Palacio y Bueno, cuya acción resultó ineficaz como demostrarían la sucesión de acontecimientos posteriores. Pocas semanas antes de la entrada de la Grande Armée, las fuerzas españolas lograron tomar el control de Logroño (10 de septiembre) y desplegar posiciones en torno a Tudela, a donde llegó Castaños el 17 de octubre, y Burgos, hacia donde se había dirigido desde Madrid el ejército de Extremadura con el general Bellvedere al frente el 29 de octubre.
Mientras tanto la situación en el País Vasco iba tensándose. Bilbao, la única capital de provincia que no había sido ocupada por los invasores se sublevó en la noche del 5 al 6 de agosto y proclamó como rey de España a Fernando VII. Los municipios vizcaínos comenzaron a movilizar sus milicias. Los líderes rebeldes lanzaron una proclama al resto de España alardeando de patriotismo español frente a los invasores, pero el 16 de agosto las tropas napoleónicas dirigidas por el general Christophe-Antoine Merlin reconquistó la ciudad tras vencer una obstinada resistencia. Bilbao fue saqueada y también lo fueron Begoña y Deusto, que entonces no eran barrios de Bilbao, sino municipios aparte. Las fuerzas españolas del ejército de Galicia o de «la izquierda», mandadas por el teniente general de origen irlandés Joaquín Blake, expulsaron a los franceses de Bilbao el 19 de septiembre. El mariscal Ney conquistó otra vez Bilbao y volvió a saquearla. Tras diversas ofensivas y contraofensivas, el mariscal Lefebvre derrotó a Joaquín Blake en la batalla de Zornotza y recuperó definitivamente Bilbao el 2 de noviembre. En menos de tres meses Bilbao cambió seis veces de manos y sufrió una revolución, una gran batalla y dos saqueos.
Napoleón llegó a Bayona el 2 de noviembre. No le gustaron las operaciones de sus mariscales en torno a Bilbao porque su plan maestro era dejarse envolver por los flancos y a continuación, cuando los españoles creyesen tenerlo atrapado, romper por el centro con fuerzas abrumadoras. Una vez hecho esto, podía caer sobre cada ala española y aplastarlas antes de ir derecho a por Madrid. Se enfadó más cuando supo que sus fuerzas habían sufrido una pequeña derrota táctica en Valmaseda el 5 de noviembre, pero pronto iban a cambiar las tornas. Algunos historiadores agrupan estas dos primeras fases en una sola.

### Intervención de laGrande Armée: dominación y resistencia (diciembre 1808-abril 1812)

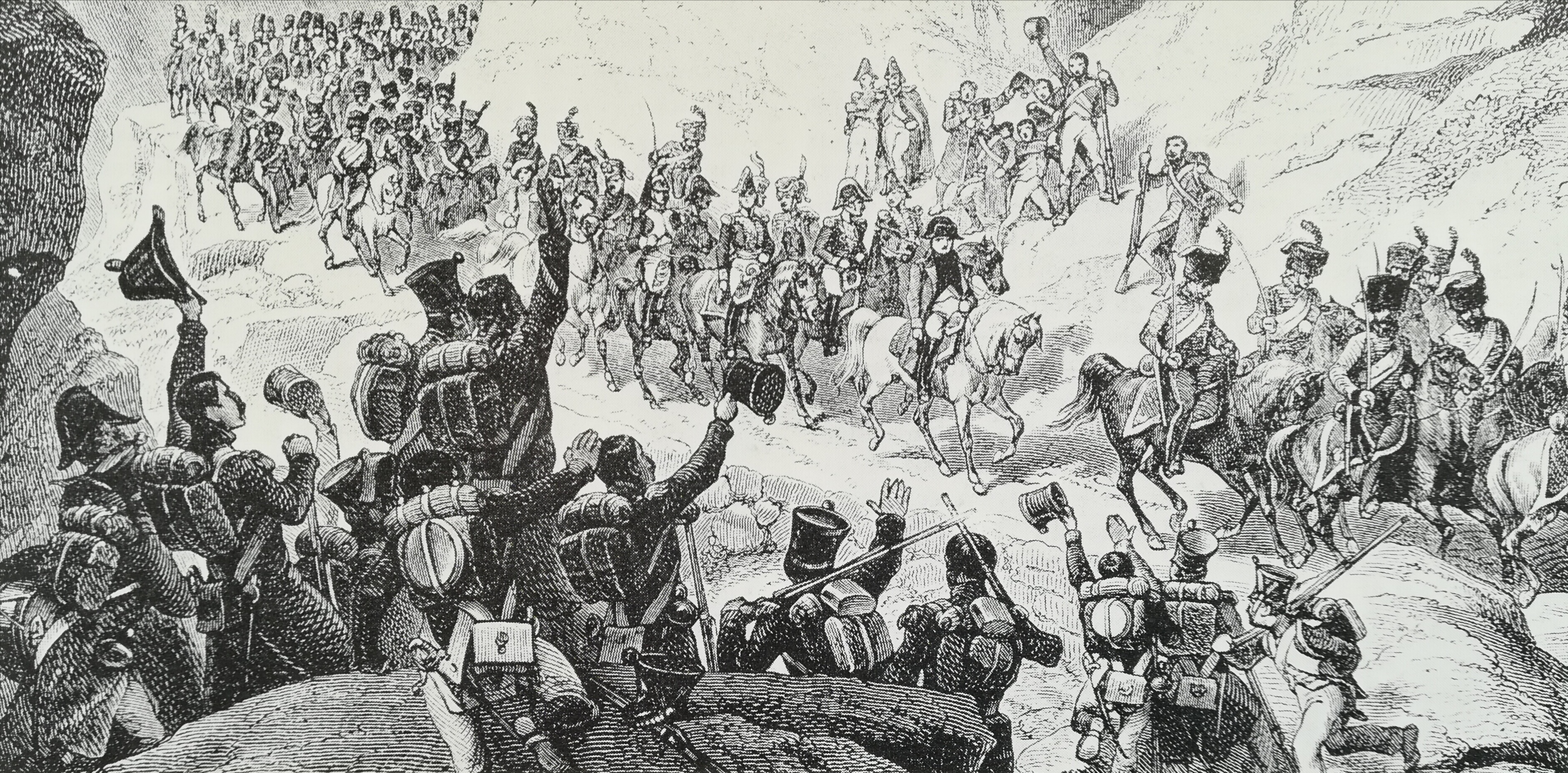
Entrada de Napoleón y la Grande Armée en España en noviembre de 1808.

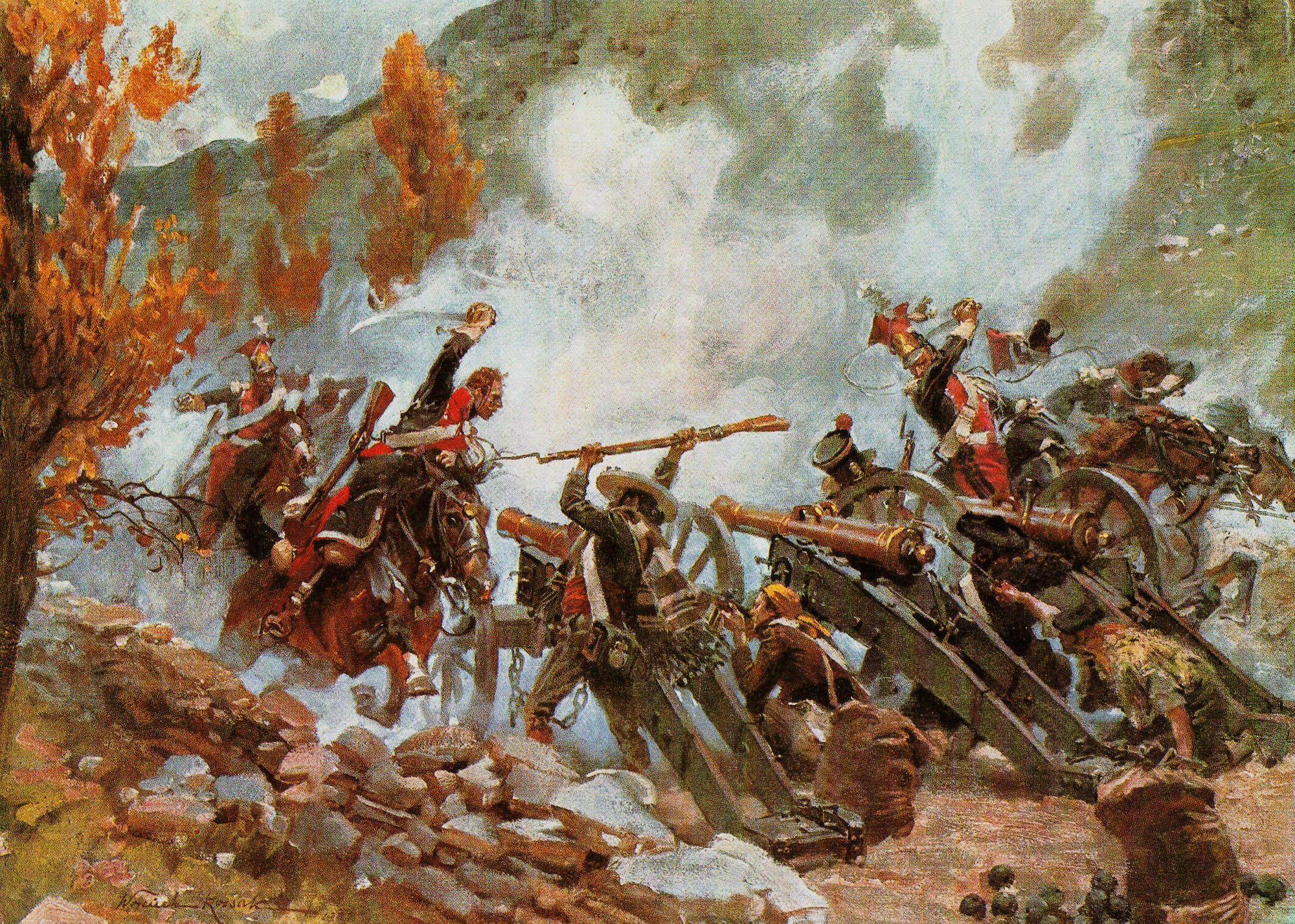
Batalla de Somosierra, obra de Wojciech Kossak, carga de la caballería polaca en el valle de Somosierra.

Sin embargo, Napoleón interviene directamente al mando de un ejército de 250 000 hombres, la Grande Armée. Se trata de un ejército veterano, acostumbrado a los movimientos rápidos y a vivir sobre el terreno, que enfrenta a un ejército español, poco entrenado, de 80 000 y a los ejércitos británicos que habían entrado en territorio español desde Portugal, mandados por el general John Moore. Las fuerzas de Moore, alrededor de 30 000 hombres desplegados en Portugal y Galicia, se refuerzan en octubre de 1808 con 12 000 británicos que desembarcan en La Coruña. El emperador entra en Madrid tras sus victorias en la batalla de Espinosa de los Monteros y la batalla de Somosierra (30 de noviembre de 1808) y las tremendas derrotas españolas de Uclés (13 de enero de 1809), el segundo de los sitios de Zaragoza (del 21 de diciembre de 1808 hasta el 21 de febrero de 1809) batalla de Ciudad Real de 26 y 27 de marzo de 1809 y Ocaña (noviembre de 1809). La Junta Central —a cargo del gobierno de la España no ocupada— abandona la Mancha para refugiarse, primero en Sevilla, y luego en Cádiz, que resiste un largo y brutal asedio. Desde ahí, la Junta Central asiste inerme a la capitulación de Andalucía.

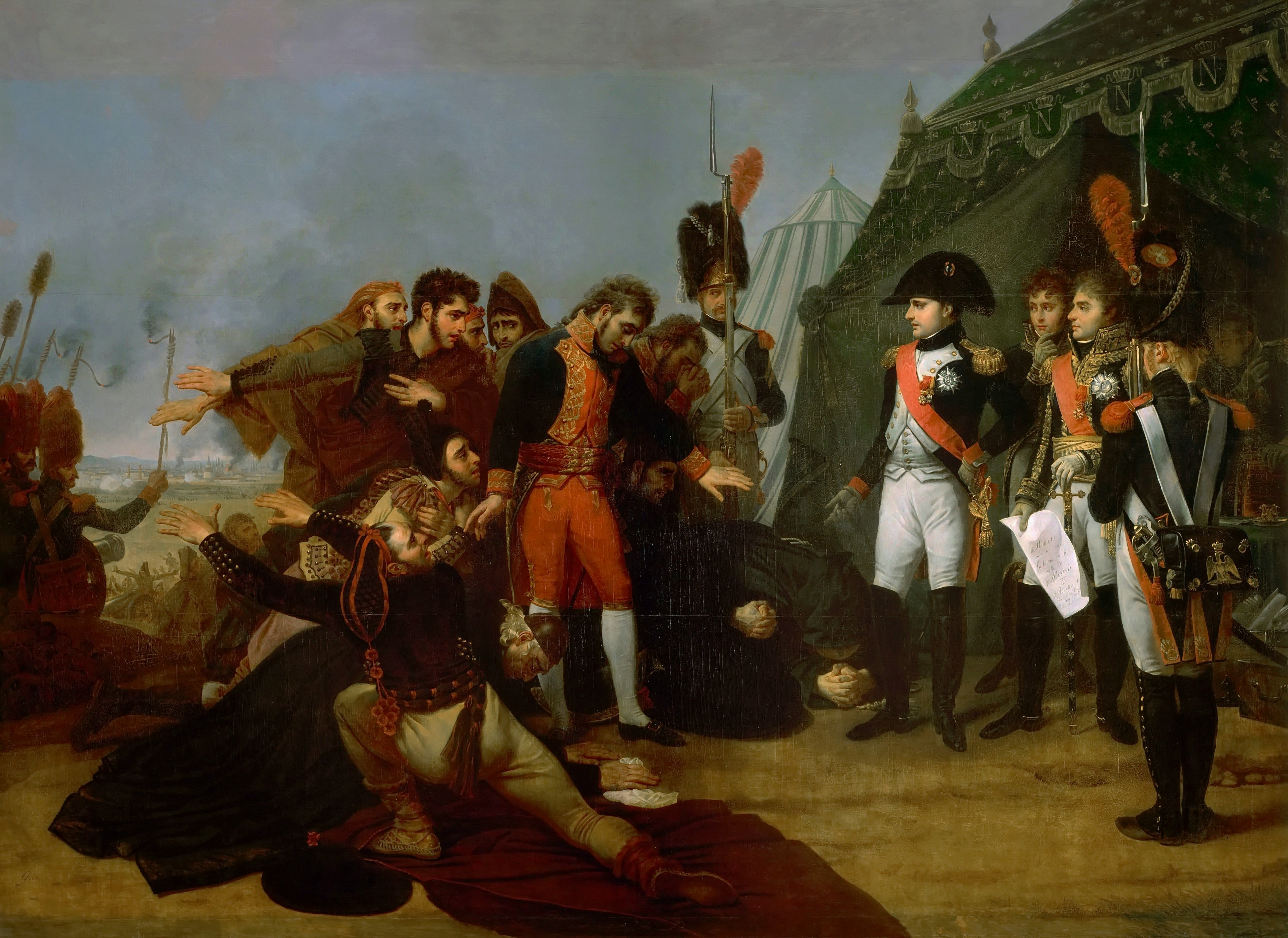
Capitulación de Madrid el 4 de diciembre de 1808 ante Napoleón y la Grande Armée.

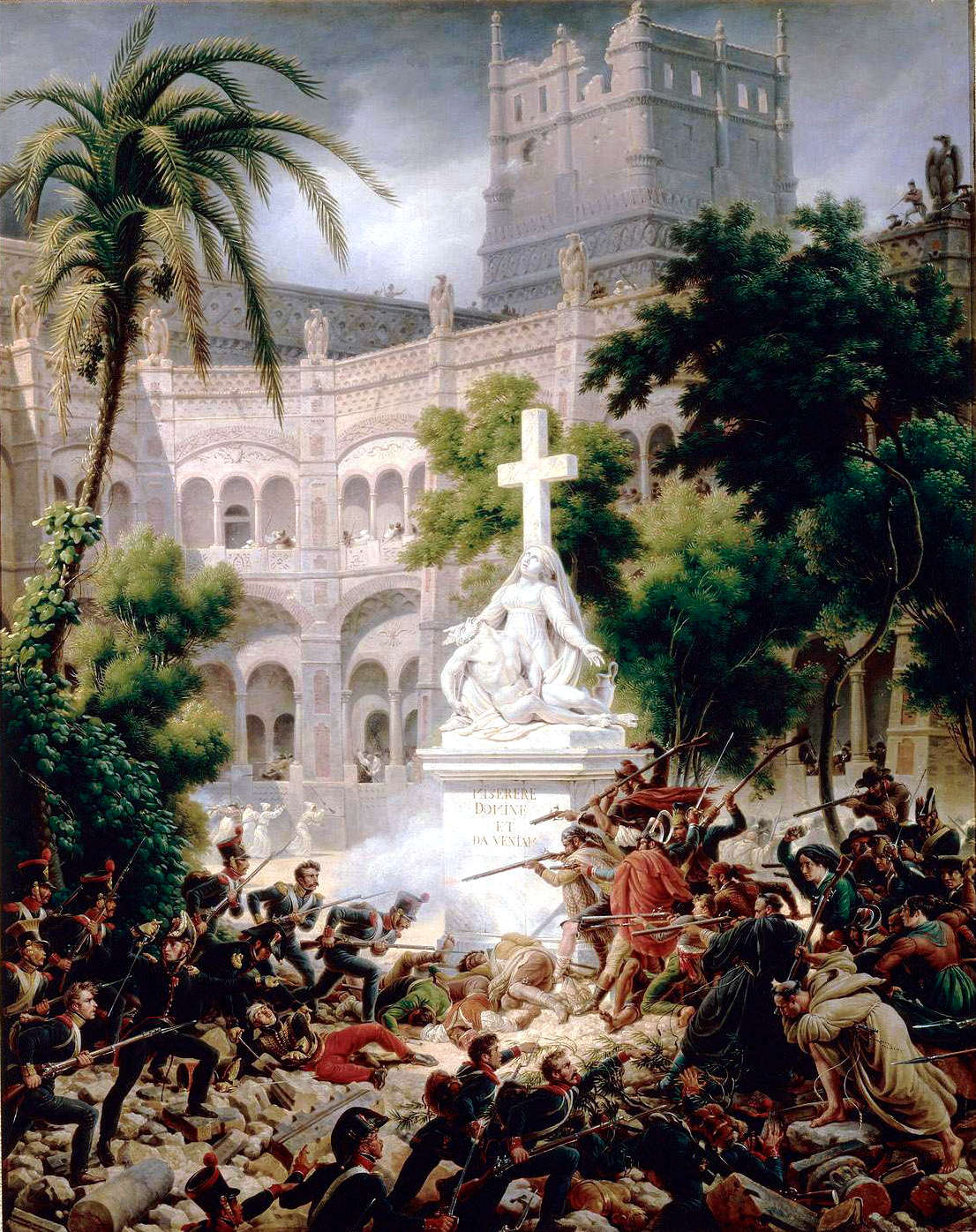
Asalto de las tropas francesas al monasterio de Santa Engracia en el segundo de los sitios de Zaragoza el 8 de febrero de 1809 pintado por Lejeune.

Tras la derrota del ejército español, Napoleón se disponía a partir en persecución del cuerpo expedicionario británico de Moore, cuando tuvo que salir hacia Francia con urgencia porque el Imperio austríaco le había declarado la guerra (6 de enero de 1809). Dejó la misión de rematar la guerra en el noroeste en manos del mariscal Soult, que ocupó Galicia tras la batalla de Elviña, en la que, a pesar de la muerte en acción de Moore, los británicos lograron proteger su vía de retirada de los ataques franceses, así evitando la captura de 26 000 hombres. Luego Soult giró al sur para atacar Portugal desde el norte, dejando el cuerpo del mariscal Ney en su retaguardia con la misión de colaborar en la ocupación de Asturias. Sin embargo, la resistencia popular, apoyada por los suministros de armas de la flota británica, hizo imposible la pacificación de Galicia, que tuvo que ser evacuada tras la derrota de Ney en la batalla de Puentesampayo (junio de 1809). La sublevación popular, dirigida por el capitán Cachamuíña en Vigo, supuso que esta fuera la primera plaza reconquistada a los franceses en Europa (28 de marzo de 1809). Galicia y Valencia permanecieron libres de tropas francesas, aunque Valencia terminó capitulando en enero de 1812.

### De Arapiles a San Marcial: retirada y derrota (1812-1813)

Mapa de la retirada francesa de la península ibérica y las victorias aliadas.

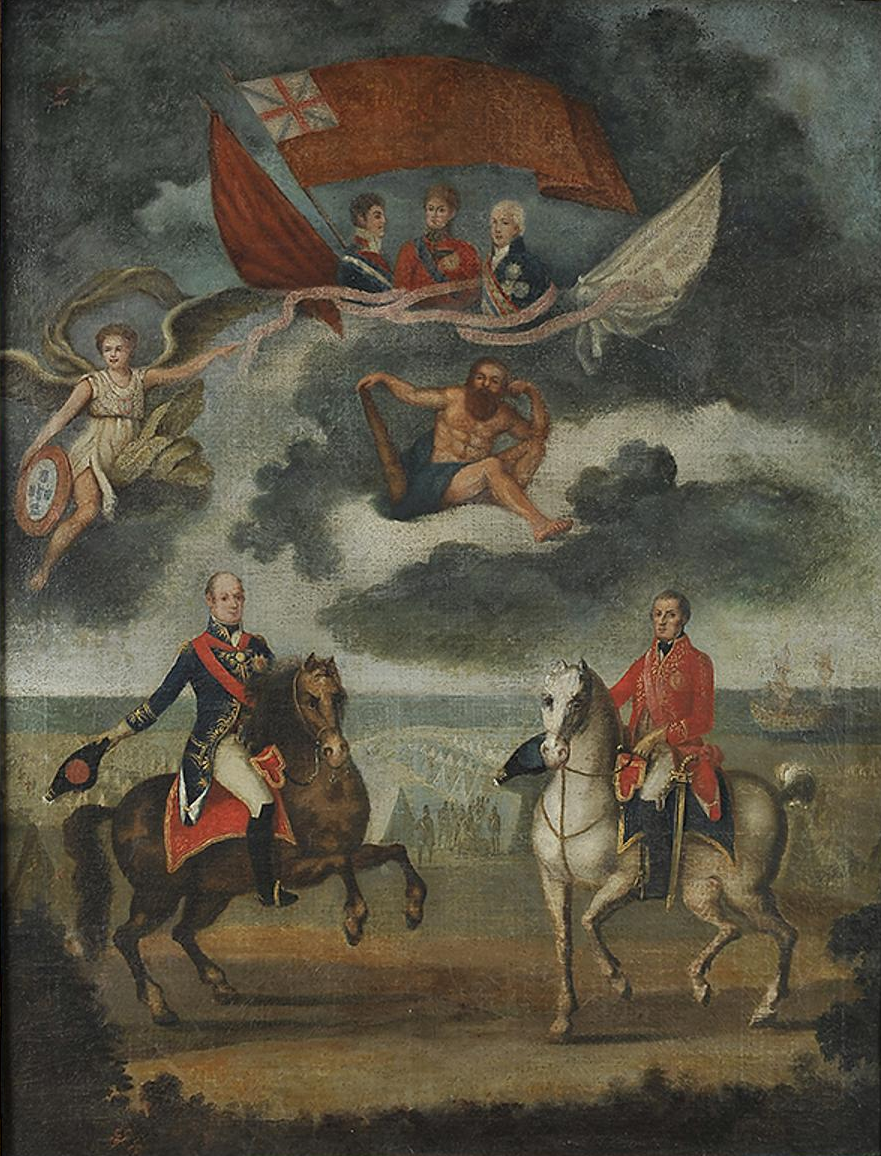
Alegoría de la Guerra de la Independencia Española desde la perspectiva británica, representando en primer plano a los comandantes Beresford y Wellington; y sobre ellos al rey Fernando VII de España, el príncipe Jorge del Reino Unido y a Juan VI de Portugal, líderes de las naciones enfrentadas con Napoleón.

Tras la salida de Napoleón de España en enero de 1809, los españoles lanzaron una serie de violentos contraataques, buscando a toda costa la batalla decisiva, un nuevo Bailén. Se consiguieron algunas pequeñas victorias en batallas campales, pero las derrotas fueron mucho más numerosas hasta la catástrofe definitiva en la batalla de Ocaña. Tras este desastre absoluto, Andalucía cayó sin apenas resistencia, pero justo entonces, en febrero de 1810, Napoleón anunció oficialmente la creación de una serie de gobiernos militares en Cataluña, Aragón, Navarra y el País Vasco, dirigidos por militares subordinados directamente a París, sin pasar por el gobierno «español» de José Bonaparte. A esto habría que añadir la anexión formal, por decreto del 26 de enero de 1812, de Cataluña al imperio francés, con su división en cuatro departamentos (Ter, Segre, Montserrat y Bocas del Ebro) y la incorporación de los municipios aragoneses de Fraga y Mequinenza, mientras el Valle de Arán era adscrito al departamento del Alto Garona.

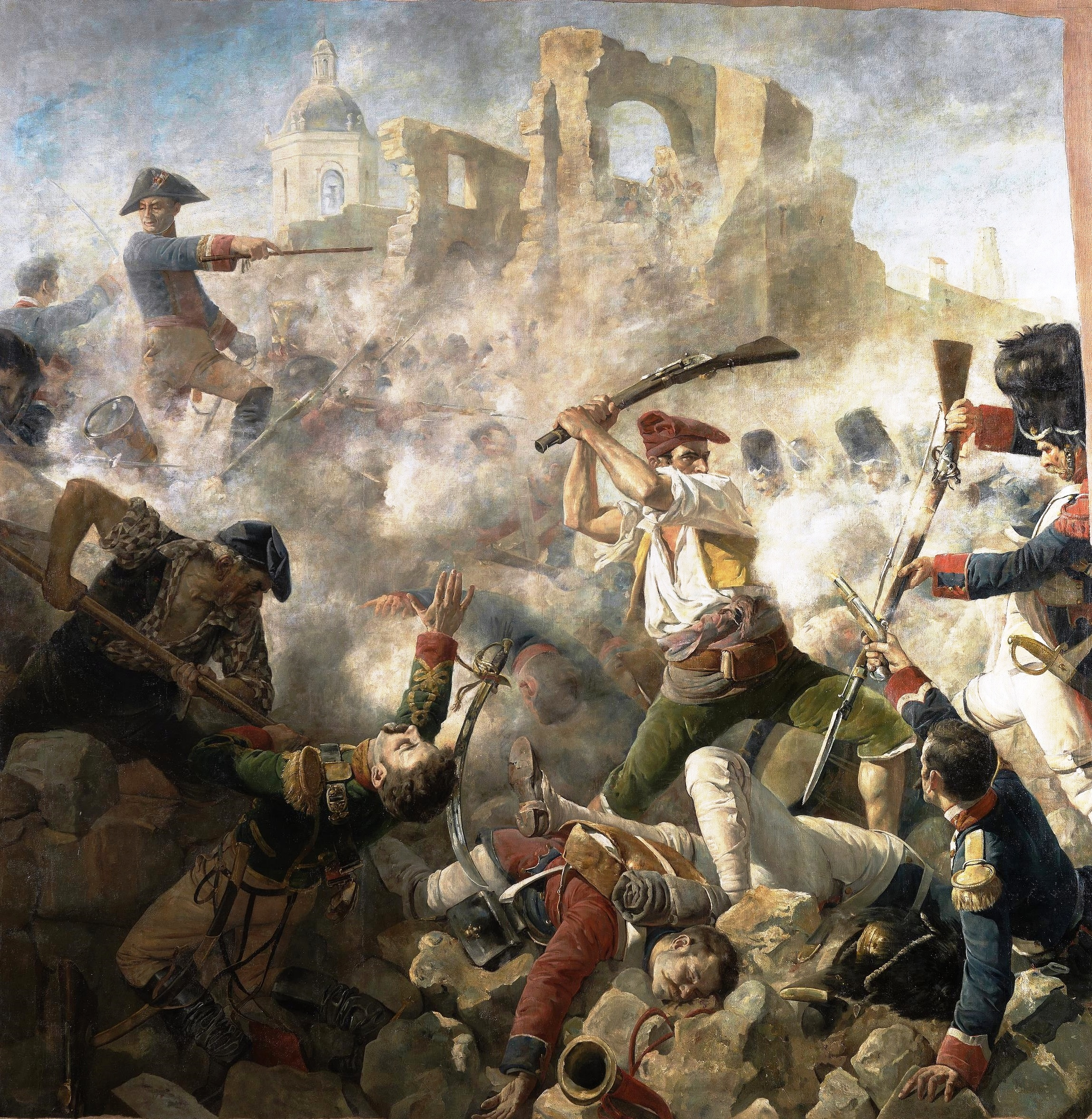
El sitio de Gerona (1809), en una pintura de César Álvarez Dumont.

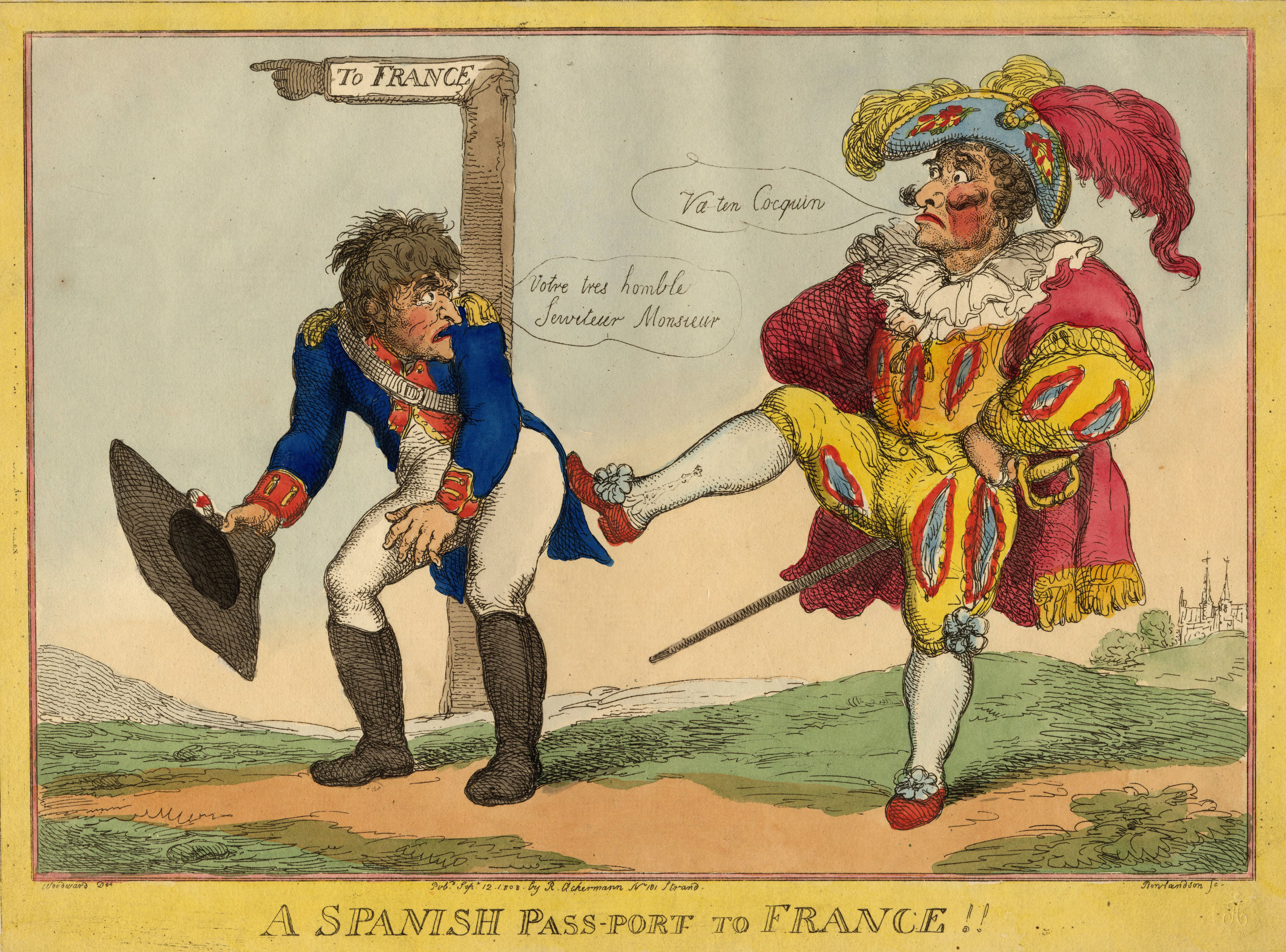
Caricatura inglesa mostrando a un estereotipado gobernante español expulsando de una patada a José Bonaparte de vuelta a Francia.

Las guerrillas, que eran ya muy numerosas en todas las provincias ocupadas, aumentaron de número y durante los siguientes dos años tuvo lugar una lucha brutal y desesperada. Hubo que esperar al verano de 1812 para que los aliados anglo-hispano-portugueses pudieran lanzar una gran ofensiva y derrotar a los franceses en la batalla de los Arapiles, obligando a José Bonaparte a huir temporalmente de Madrid. Los franceses evacuaron definitivamente Andalucía tras una serie de frustrados intentos como el del "sitio de Tarifa", localidad gaditana que durante las navidades de 1811 resistió un asedio en el cual las tropas del general Francisco Copons y Navia aliadas con las tropas británicas comandadas por el coronel John Byrne Skerrett derrotaron a las tropas del general Jean François Leval, muy superiores en número. Así pues, la opción de tomar la plaza dada su importancia estratégica fue un fracaso total. Wellington llegó hasta Burgos, pero se atascó asediando el castillo y las fuerzas napoleónicas reagrupadas pudieron contraatacar y empujarle de nuevo hasta Portugal. Mientras tanto, la campaña de Rusia absorbía el grueso de los recursos franceses. Por lo tanto, durante 1813 el ejército francés fue retirándose y perdiendo territorio. Los franceses abandonaron casi todas sus plazas, y tras la batalla de Vitoria el 21 de junio de 1813, fueron expulsados de España.

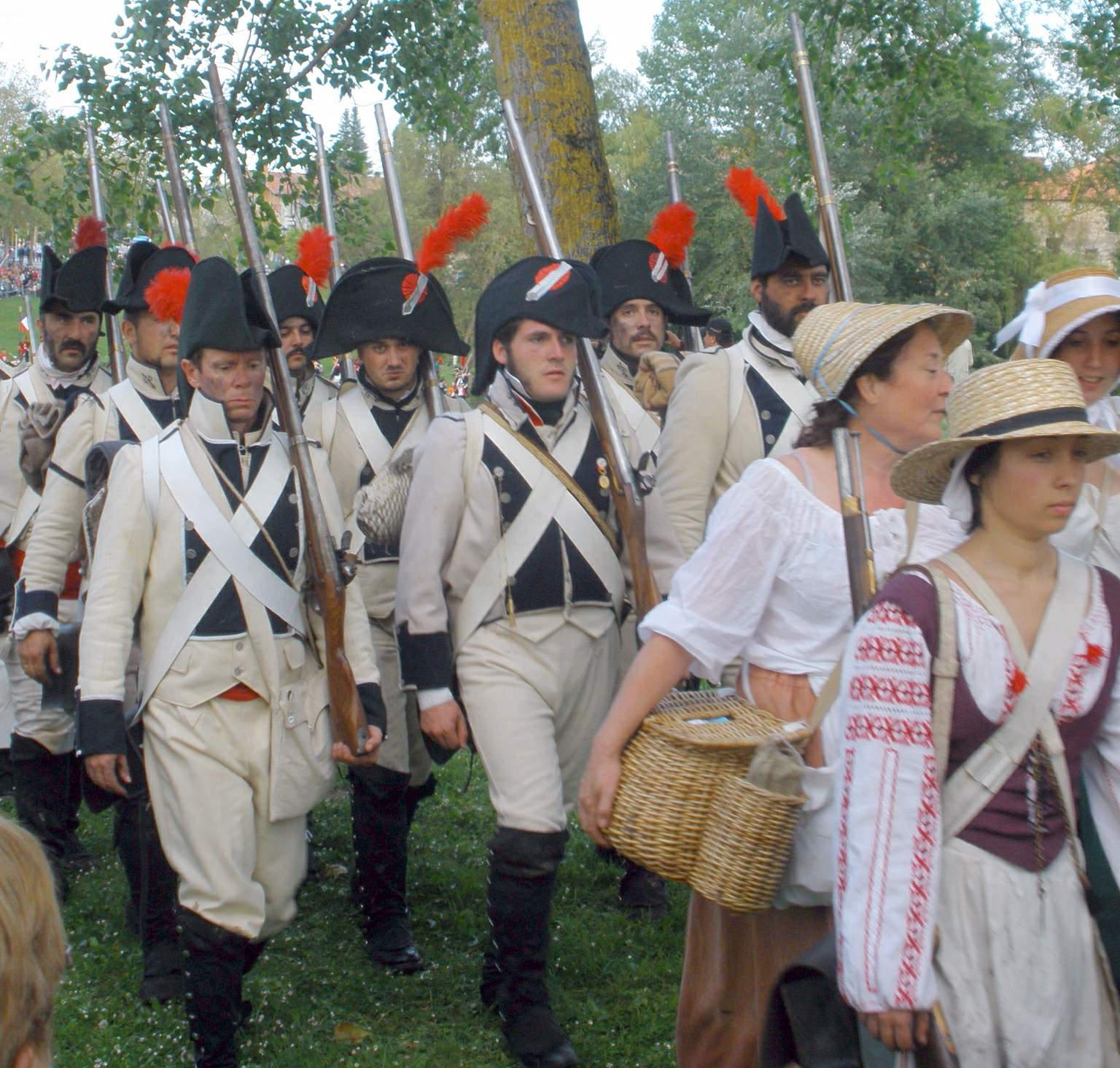
Recreación de la batalla de Vitoria en 2013.

### Invasión del sur de Francia (1813-1814)

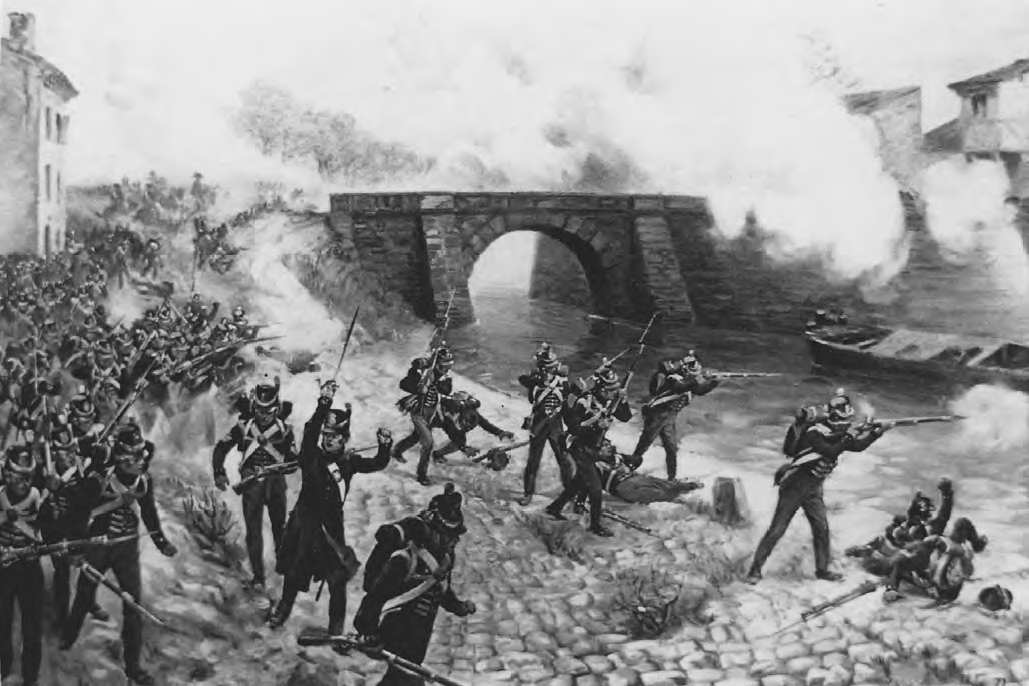
Asedio de las tropas españolas y británicas a Toulouse (1814) durante la invasión del sur de Francia en persecución de las tropas en retirada.

En octubre de 1813 los aliados cruzaron los Pirineos. La guerra prosiguió en el sur de Francia. Hubo combates en el río Nivelle, Bayona, Garris, Orthez, Toulouse y de nuevo en Bayona entre el ejército aliado formado por españoles, portugueses e ingleses contra franceses. Hubo saqueos de soldados españoles en localidades francesas como venganza por los excesos cometidos anteriormente por las tropas francesas en España. Finalmente, Napoleón pidió la paz. Así pues paradójicamente la guerra finalizó en la misma localidad donde se había originado: Bayona. Las tropas aliadas habían entrado hasta Burdeos, y posiblemente, de no haber sido frenadas, hubieran entrado en París antes que los austríacos, prusianos y rusos. Fernando VII pudo finalmente regresar a España el 22 de marzo de 1814.

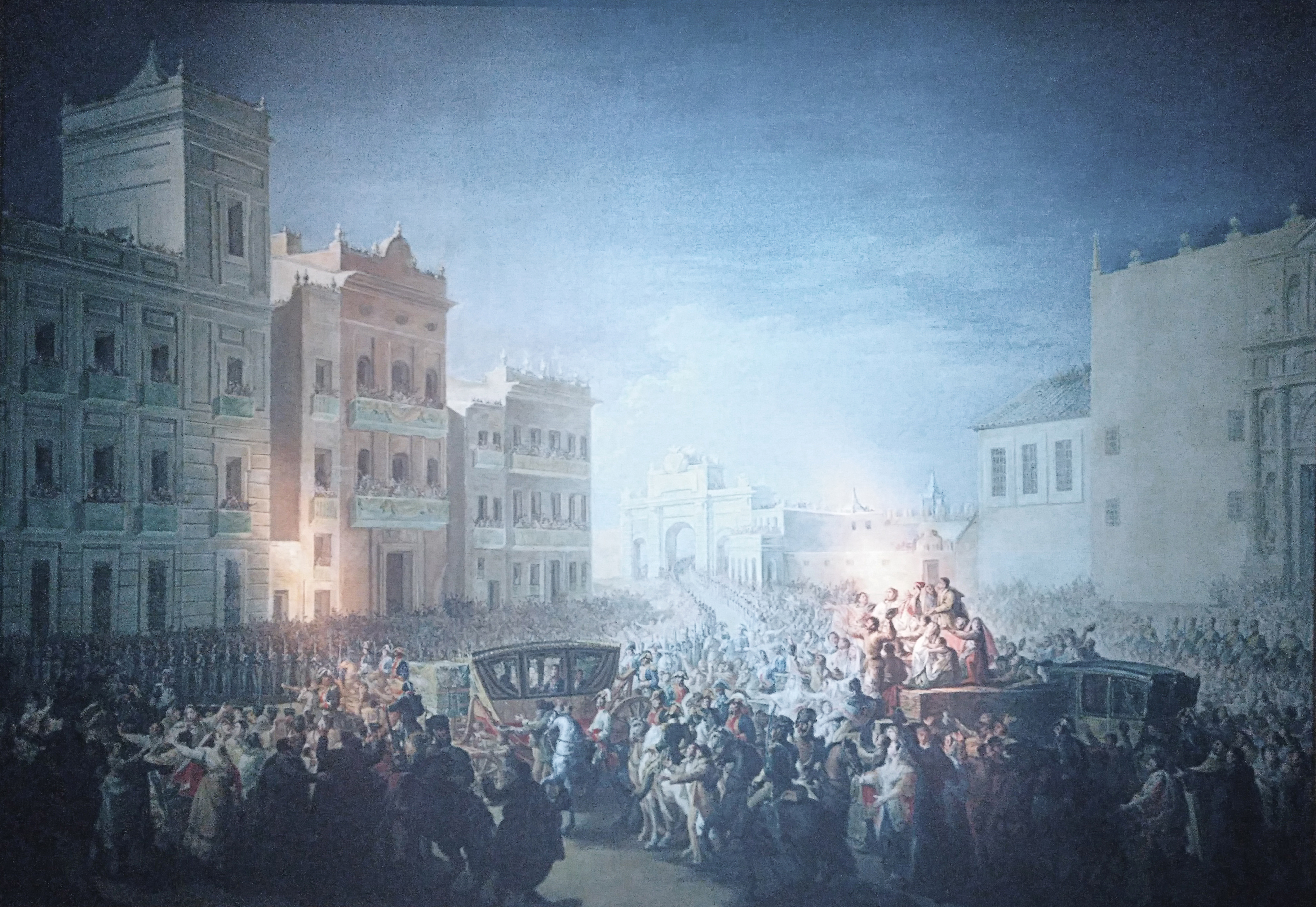
Llegada de Fernando VII a Valencia, tras ser liberado por Napoleón y devolverle el gobierno de España. Obra de Fernando Brambila, conservada en el Palacio de Cervellón.

Hay que resaltar que Cataluña continuó formalmente perteneciendo al imperio francés hasta el 28 de mayo de 1814, con la retirada ordenada de todas sus tropas al mando del general Pierre Joseph Habert. Por aquel entonces incluso Napoleón ya había abdicado (Tratado de Fontainebleau, 14 de abril de 1814).

## Aspectos de la guerra

### El fenómeno de la guerra de «guerrillas» o lapetite guerre

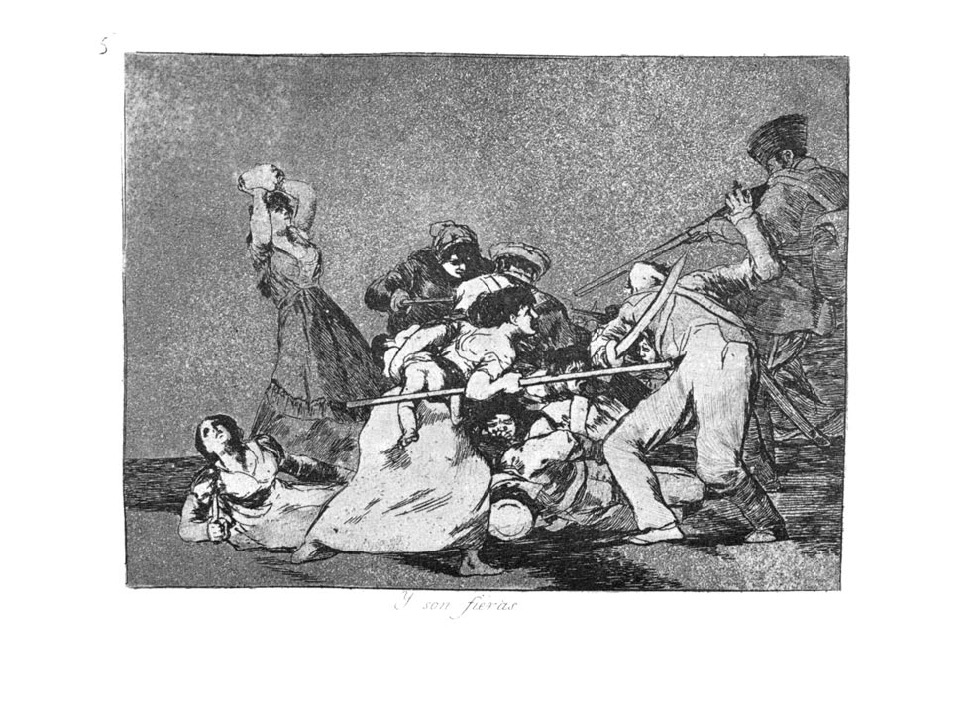
Y son fieras, uno de los dibujos realizados por Francisco de Goya de la serie Los desastres de la guerra, que detalla los horrores y crueldades cometidos en la guerra de la Independencia española. En este dibujo se muestra la participación valerosa de las mujeres, incluso una de ellas sosteniendo con el brazo a su hijo mientras pelea contra un soldado francés.

Sin un ejército digno de ese nombre con el que combatir a los franceses, los españoles de las zonas ocupadas utilizan como método de lucha la guerra de guerrillas, como único modo de desgastar y estorbar el esfuerzo de guerra francés. Se trata de lo que hoy se denomina guerra asimétrica, en la cual grupos de poca gente, conocedores del terreno que pisan, hostigan con rápidos golpes de mano a las tropas enemigas, para disolverse inmediatamente y desaparecer en los montes.
Como consecuencia de estas tácticas, el dominio francés no pasa de las ciudades, quedando el campo bajo el control de las partidas guerrilleras de líderes como Francisco Chaleco, Vicente Moreno Baptista, Espoz y Mina, Jerónimo Merino, Julián Sánchez, el Charro, Gaspar de Jáuregui o Juan Martín el Empecinado. El propio Napoleón reconoce esta inestabilidad cuando, en contra de los deseos de su hermano, teórico rey de España, pone bajo gobierno militar (francés) los territorios desde la margen izquierda del Ebro, en una suerte de nueva Marca hispánica.

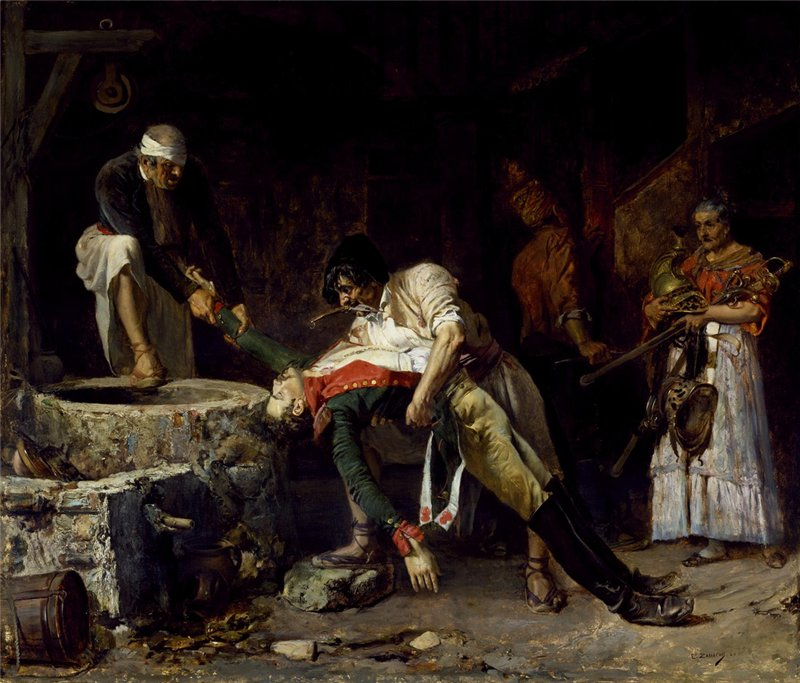
Escena de la ocupación francesa, de Eduardo Zamacois y Zabala (Walters Art Museum, Baltimore, 1866). La obra muestra a un grupo de guerrilleros ocultando el cadáver de un soldado francés previamente emboscado y asesinado.

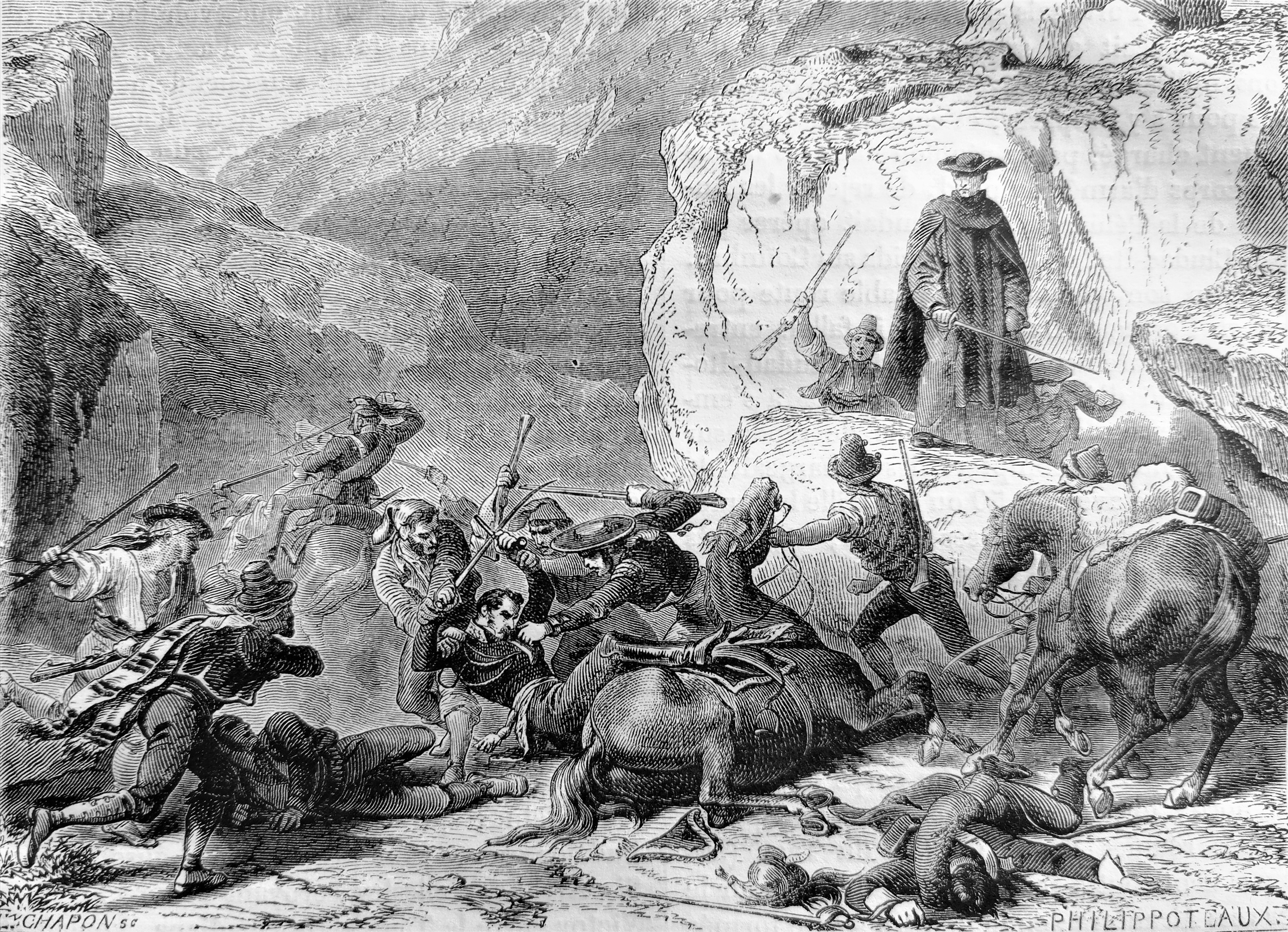
Captura del general Delonne por los guerrilleros del fraile Juan Bautista Mendieta cerca de Zamora, en junio de 1809.

La guerra en España tendrá importantes repercusiones en el esfuerzo de guerra de Napoleón. Un aparente paseo militar se había transformado en un atolladero que absorbía unos contingentes elevados, preciosos para su campaña contra Rusia. La situación era, en cualquier caso, tan inestable que cualquier retirada de tropas podía conducir al desastre, como efectivamente ocurrió en julio de 1812. En esta fecha, Wellington, al frente de un ejército angloportugués y operando desde Portugal, derrota a los franceses primero en la batalla de Ciudad Rodrigo y luego en los Arapiles, expulsándoles del oeste y amenazando Madrid: José Bonaparte se retira a Valencia. Si bien los franceses contraatacan y el rey puede entrar de nuevo en Madrid en noviembre, una nueva retirada de tropas por parte de Napoleón tras su catastrófica campaña de Rusia a comienzos de 1813 permite a las tropas aliadas expulsar ya definitivamente a José Bonaparte de Madrid y derrotar a los franceses en Vitoria y San Marcial. Al mismo tiempo Napoleón se apresta a defender su frontera hasta poder negociar con Fernando VII una salida. Así, cambio de su neutralidad en lo que quedaba de guerra, aquel recupera su corona (comienzos de 1814) y pacta la paz con Francia, permitiendo al emperador proteger su flanco sur. Ni los deseos de los españoles, verdaderos protagonistas de la liberación, ni los intereses de los afrancesados que habían seguido al exilio al rey José fueron tenidos en cuenta. Napoleón dirá después: "Me embarqué de muy mala manera en este asunto, lo admito; la inmoralidad se mostró muy obvia, la injusticia fue demasiado cínica, y la suma de todo esto ha seguido siendo muy desagradable".

### Fractura social y los afrancesados
Durante la ocupación napoleónica, se denominó afrancesados a los españoles colaboracionistas con los intereses franceses y con el rey José I Bonaparte, llamado el rey intruso. Este término fue utilizado de forma despectiva por los considerados patriotas, los defensores de Fernando VII. La inmensa mayoría de los afrancesados salieron de España a partir de 1813, cuando el control francés fue cayendo y el ejército patriota tomaba territorio, originándose el primer exilio de la historia contemporánea de España.
La mayoría de los españoles afrancesados eran pertenecientes a la clase media, que desde los primeros levantamientos contra el ejército francés, consideraron que la resistencia estaba marcada por una revolución social, lo que motivó a colaborar finalmente con el Intruso para salvaguardar el orden. Así pues, los partidarios de la monarquía josefina, a pesar de no ser muy numerosos, constituían la élite económica, política e intelectual del país: funcionarios, juristas, oficiales del ejército, artistas, oligarcas, empresarios, amplio sector del alto clero y la minoría ilustrada».

### Expolio artístico y pérdida de patrimonio
Al igual que ocurrió en otros territorios afectados por las guerras napoleónicas, el territorio español sufrió un grave expolio y destrucción de su patrimonio artístico, solamente comparable al sucedido durante la guerra civil española (1936-1939). Bien por parte de las tropas francesas, la camarilla del rey José I Bonaparte o los aliados británicos, fueron sacados de España de forma irregular una notable cantidad de pinturas, piezas arquitectónicas, joyas, esculturas y antigüedades, que se fueron revendiendo y actualmente se encuentran repartidas por museos de todo el mundo.
Los expoliadores eran de diversos perfiles, generalmente militares de alto rango del ejército napoleónico, pero también altos funcionarios de la corte de José Bonaparte, soldados rasos y aliados británicos que se daban a la rapiña y a la indisciplina. Destacan el mariscal Soult en Sevilla, el general Sebastiani en Granada y Málaga, los generales Dupont y Dessolles en Córdoba, el general Darmagnac en Burgos, el mariscal Lannes y el coronel Lejeune en Zaragoza y un largo etcétera. Dado el volumen de piezas incautadas, el control sobre ellas era torpe e ineficiente, lo que favorecía la corrupción y a que muchas obras se dispersaran en comerciantes de arte y casas de subastas extranjeras.
La mayoría de obras expoliadas hoy reconocidas corresponden a pinturas procedentes de conventos, iglesias y monasterios, aunque también colecciones particulares en palacios y otros edificios, como la de Manuel Godoy o la del Hospital de la Caridad de Sevilla. El robo de joyería y piezas de orfebrería también fue muy común, dado que los pequeños objetos podían esconderse con facilidad y los metales preciosos eran fundidos en lingotes para facilitar el transporte. De esta forma, multitud de iglesias y monasterios por todo el país fueron objeto de saqueos para obtener valioso botín, como por ejemplo la Catedral de Zaragoza, el Monasterio de las Huelgas de Burgos, o las iglesias de Santa María la Blanca, San Buenaventura y San Francisco de Sevilla.

Ruinas del Convento de Santa Engracia de Zaragoza, que resultó severamente dañado durante los asedios a esta ciudad.

Además del propio expolio artístico, algunos de los actos de pillaje iban acompañados de profanación y humillación de símbolos asociados a la monarquía española y a la identidad nacional de los invadidos. En este sentido, se puede destacar la profanación de la tumba de Gonzalo Fernández de Córdoba, el Gran Capitán, de los sepulcros de la nobleza de Castilla y León en el Panteón Real de las Huelgas o los de los reyes visigodos Wamba y Recesvinto en la Iglesia de Santa Leocadia, en Toledo.

### Hispanoamérica en la Guerra de Independencia Española

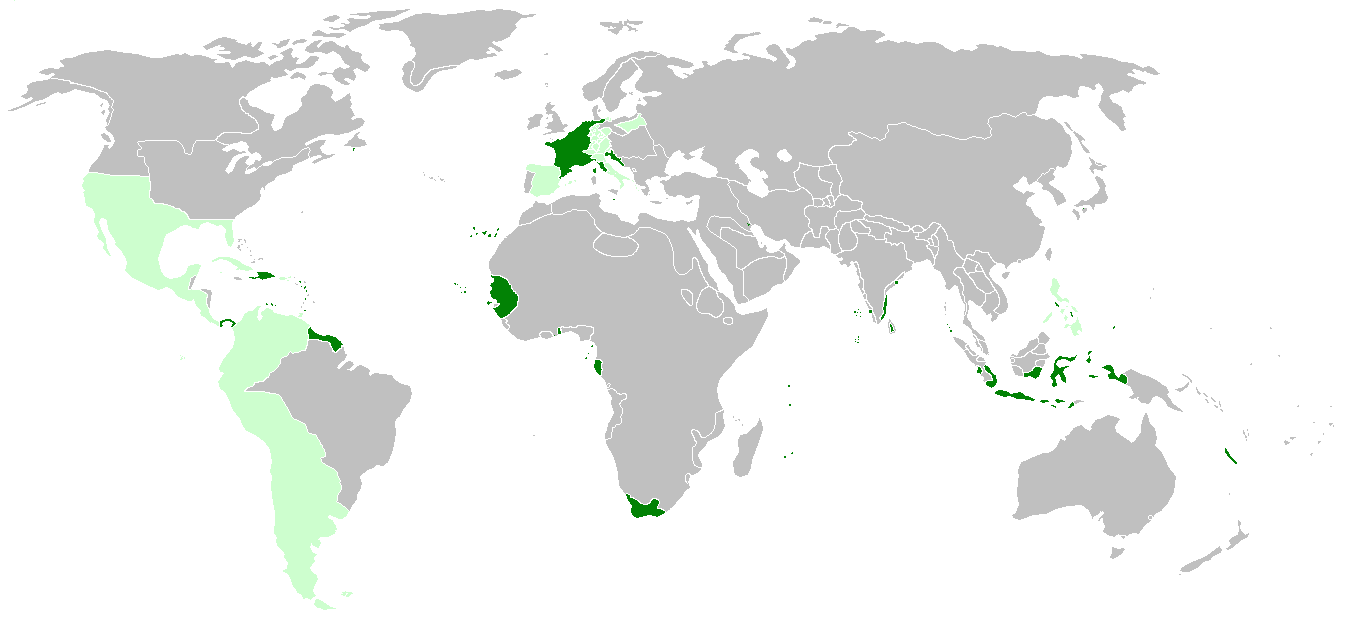
Mapa del imperio colonial francés durante la ocupación del trono español (1808-13). Los emisarios de Napoleón Bonaparte fueron rechazados en todos los territorios de ultramar del Imperio español.

Ante la invasión napoleónica y el colapso de la monarquía borbónica, las autoridades y élites americanas rechazaron el dominio francés y reafirmaron su fidelidad a Fernando VII o a las instituciones peninsulares, como las Juntas de Sevilla o la Junta Suprema.  Hispanoamérica sostuvo económicamente el esfuerzo bélico de la metrópoli: hasta 1811, más del 60 % de los ingresos de la Real Hacienda española procedían de Hispanoamérica. 
Además, numerosos oficiales hispanoamericanos como José de San Martín, participaron en la lucha contra las fuerzas napoleónicas en la propia Península. Así mismo tropas hispanoamericanas combatieron en la península Ibérica por la independencia española. Aunque el Imperio francés intentó incorporar América al sistema de José Bonaparte, incluso fomentando ciertas aspiraciones independentistas bajo control francés, estas maniobras fueron rechazadas tanto por las autoridades como por las élites americanas. No obstante, la revolución liberal y la instalación de las Cortes de Cádiz en 1810 marcó un punto de ruptura en las relaciones con Hispanoamérica, dando inicio a un proceso que, tras comenzar como defensa del orden imperial frente a Napoleón, desembocó en el desmembramiento del Imperio español y en la posterior hegemonía británica, y más tarde estadounidense, en la región. 

### Tecnología militar
La guerra de la Independencia española se caracterizó por ser caótica y desordenada, enfrentando contingentes de varias facciones y frecuentemente dándose enfrentamientos en condiciones desiguales.
El armamento individual de los soldados regulares estaba dominado por el uso del fusil de chispa, que llevaba utilizándose desde el siglo XVIII. Tenían una precisión limitada y un alcance de unos 100 metros, surgiendo los primeros francotiradores capaces de tener alcances de hasta 200 metros. En los extremos de los mosquetes se fijaban bayonetas, esenciales para los combates cuerpo a cuerpo.

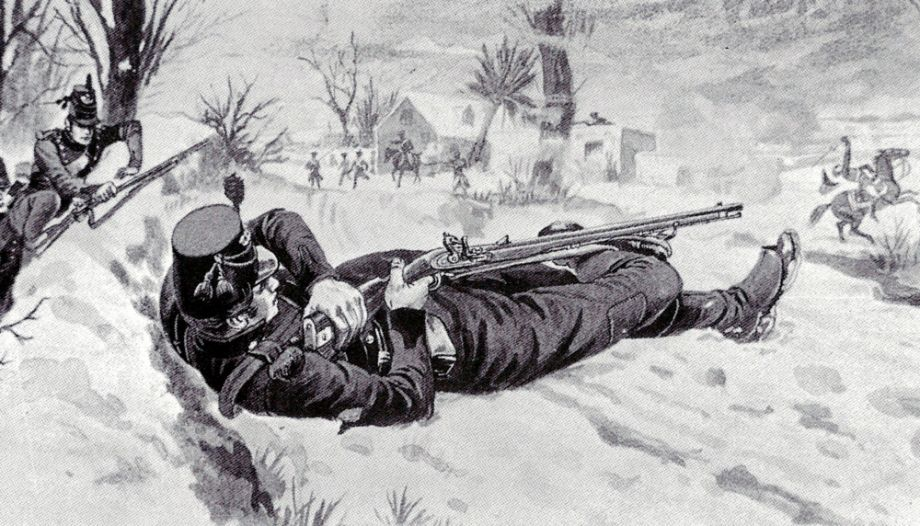
Muerte del general Colbert en Cacabelos (León), por un disparo del francotirador británico Thomas Plunkett con un fusil Baker (1809).

La artillería desempeñó un papel fundamental en todas las guerras napoleónicas, bien para atacar a la infantería enemiga o bien para destruir fortificaciones. A diferencia de la artillería de siglos anteriores, los cañones de campaña y morteros podían ser movidos y desplegados rápidamente, incluso durante las mismas batallas.

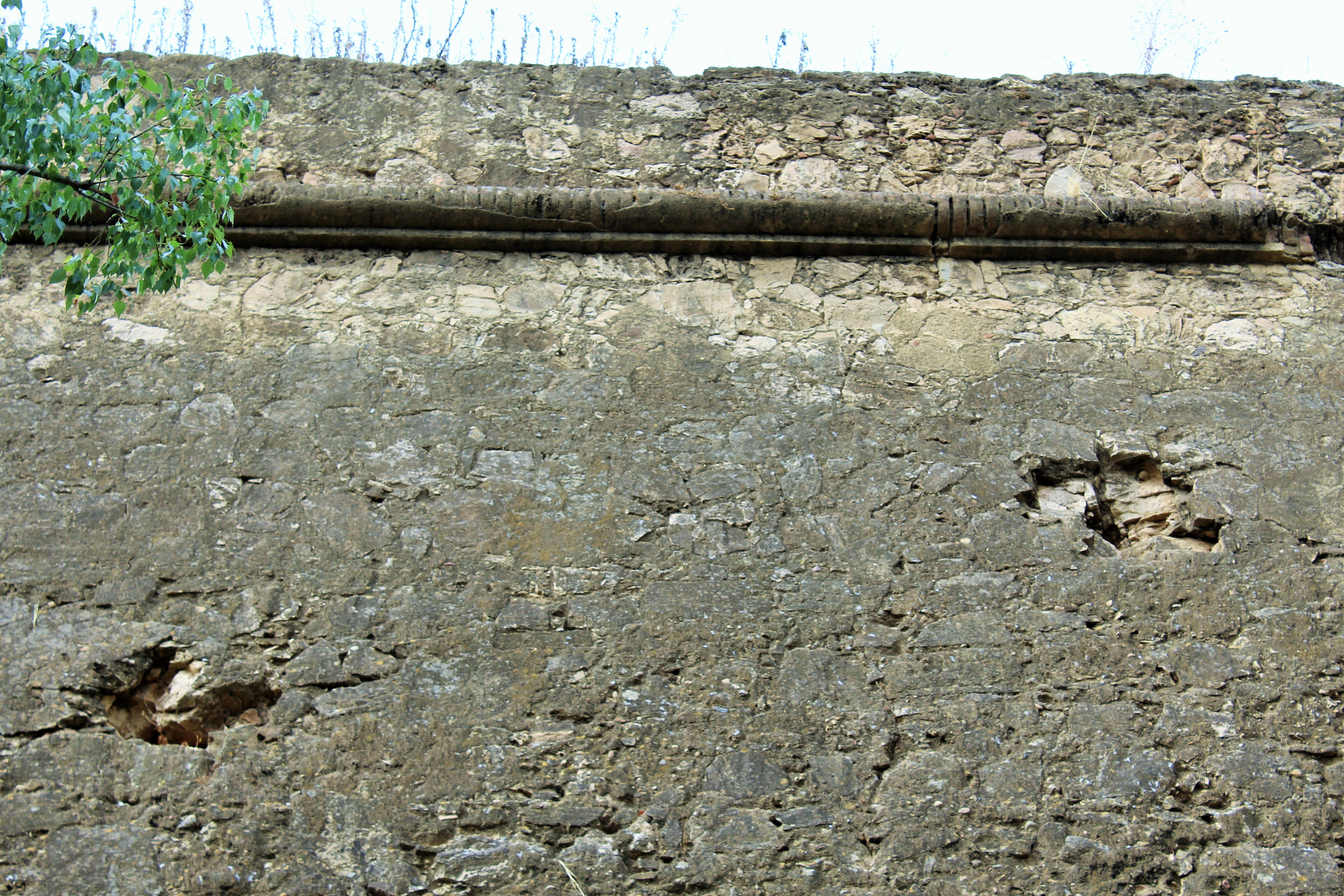
Impactos de balas de cañón en las murallas, producidos durante el Asedio de Badajoz (1812).

La guerra también impulsó la evolución de las fortificaciones. Las ciudades y pueblos se fortificaron y las viejas murallas se rehabilitaron para resistir los asedios. Los fuertes en estrella que se desarrollaron en el siglo XVIII mejoraron la capacidad defensiva de las ciudades, siendo protagonistas de largos asedios.

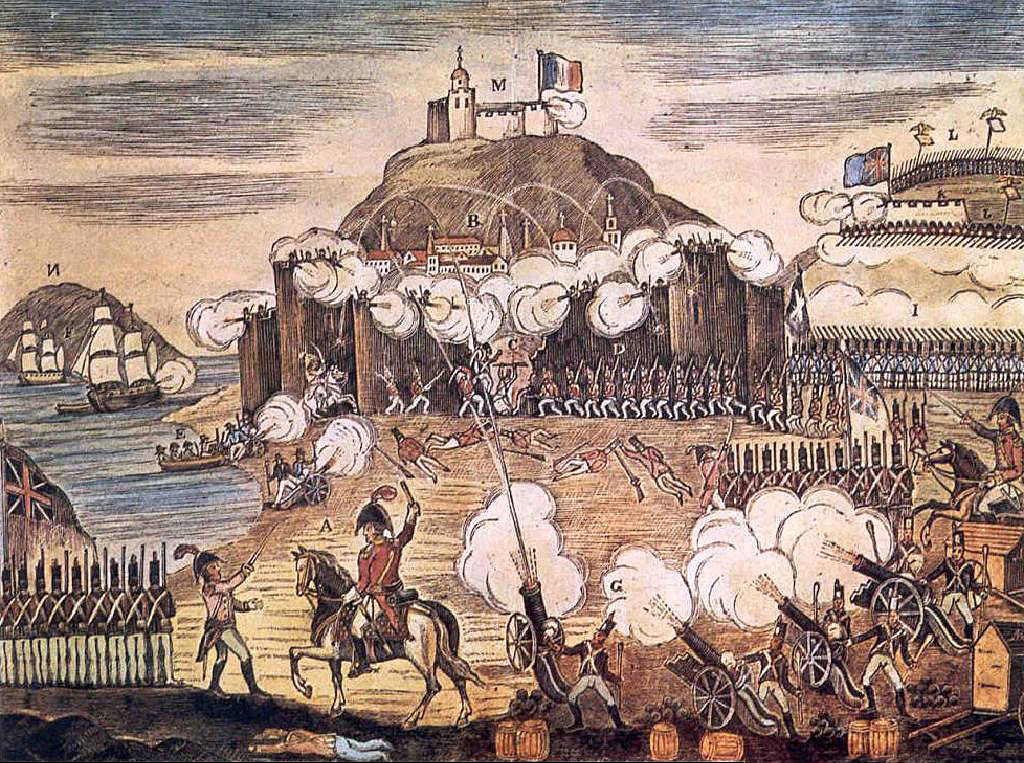
Grabado del Asedio de San Sebastián (1813).

## Consecuencias

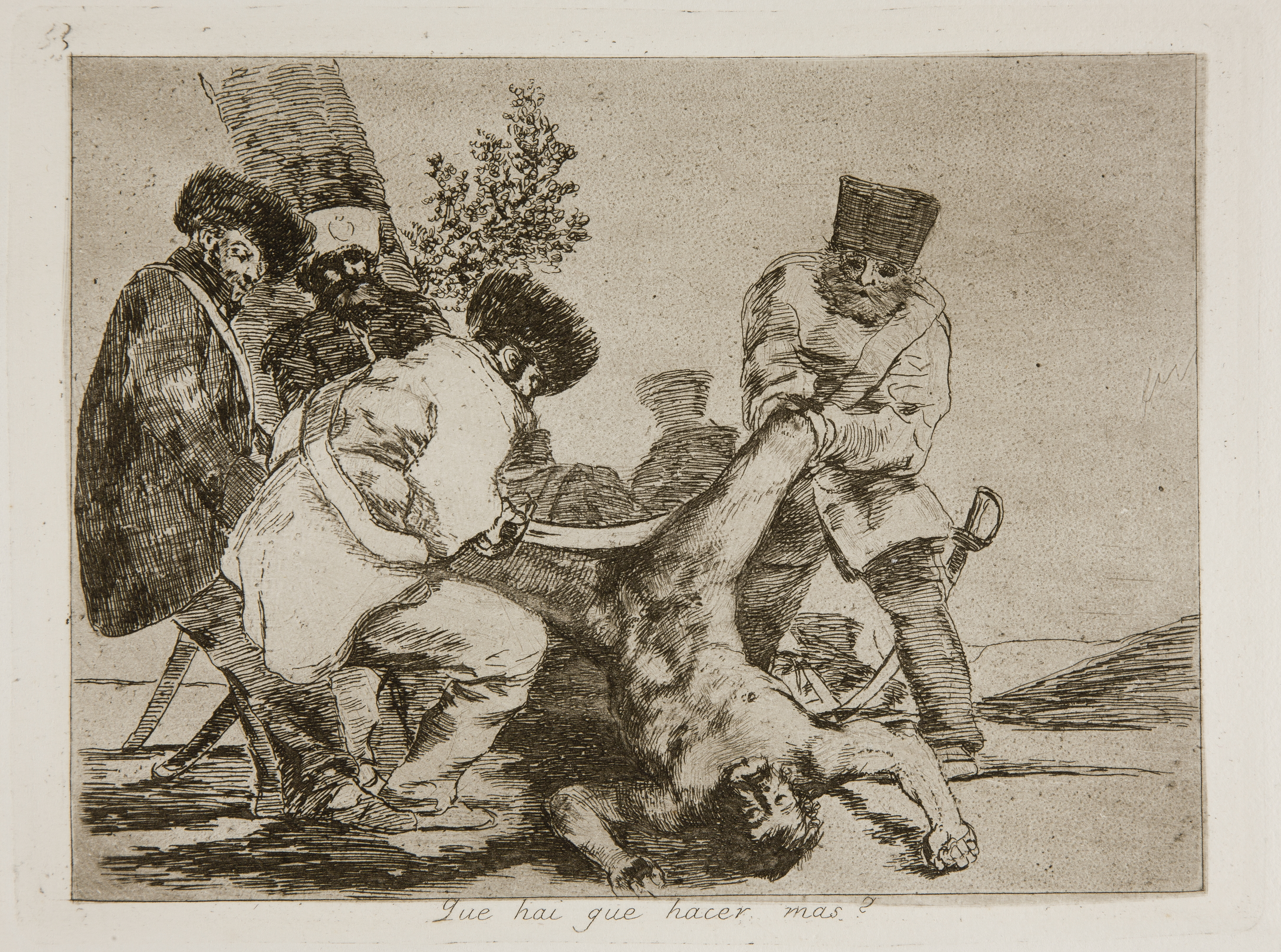
Grabado número 33 de Los desastres de la guerra, «¿Qué hay que hacer más?», en el que Goya refleja la brutalidad y los abusos cometidos contra los civiles durante la guerra.

La firma del tratado de Valençay por el que se restituía en el trono a Fernando VII, el Deseado, como monarca absoluto, fue el comienzo de un tiempo de desilusiones para todos aquellos que, como los diputados reunidos en las Cortes de Cádiz, habían creído que la lucha contra los franceses era el comienzo de la Revolución española y también el inicio de la guerra de independencia hispanoamericana.

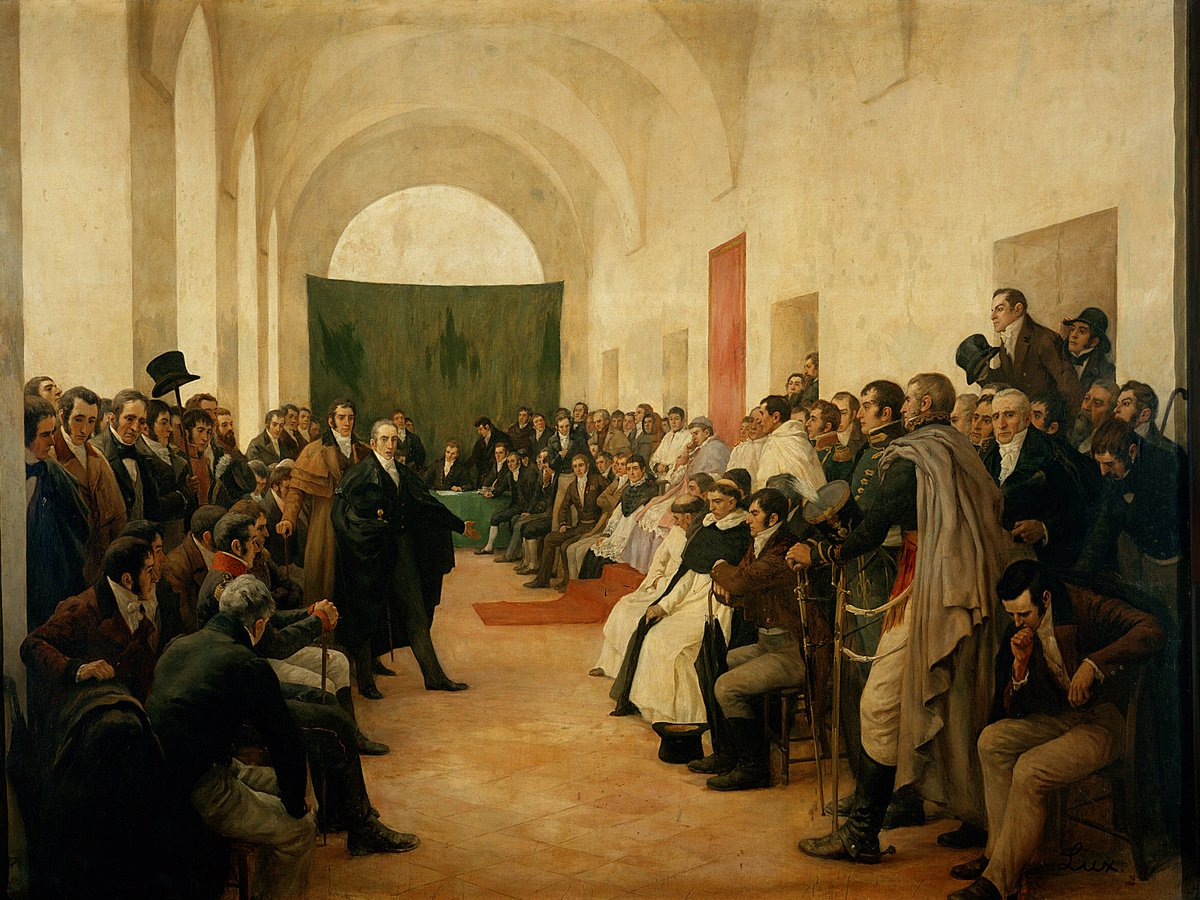
«Cabildo abierto del 22 de mayo de 1810», obra de Pedro Subercaseaux, que representa el momento en el que se reúnen los ciudadanos de Buenos Aires (Virreinato del Río de la Plata) para decidir el destino del virreinato al conocerse la caída de la Junta de Sevilla. Tras la reunión, se decide deponer al virrey Baltasar de Cisneros y la creación de la Junta Provisional de las Provincias del Río de la Plata en nombre de Fernando VII.

Por otra parte las consecuencias materiales de la guerra fueron desastrosas para España. A la gran cantidad de muertos y la destrucción de pueblos y ciudades se unieron la rapiña de muchos franceses y también de los ingleses, cuya deslealtad puede verse ejemplificada en el bombardeo, ordenado por Wellington, de la industria textil de Béjar que era competidora de la inglesa o en la destrucción de la Real Fábrica de Porcelana del Buen Retiro en Madrid cuando ya los franceses habían evacuado la ciudad. La asociación entre esta guerra y la destrucción del patrimonio histórico-artístico quedó fijada en la mente de muchos españoles, hasta el punto de que «igual que cualquier construcción antigua era atribuida por nuestros abuelos a "los moros", cualquier destrucción se asignaba sin más (y todavía se asigna muchas veces) a "los franceses"».
Fue una guerra larga y destructora: Francia perdió unos 200 000 hombres y España entre 300 000 y 500 000. Además, la guerra resultó muy costosa. Los ejércitos contendientes y las guerrillas se aprovisionaron sobre el terreno mediante requisas. La devastación y los robos diezmaron la producción agraria, mientras que los campesinos no se animaron a cultivar por la incertidumbre. Las cosechas de 1811 y 1812 fueron malas y escasas. La falta de subsistencia extendió el hambre y provocó una intensa crisis de mortandad en 1812. No solo cayó la producción agrícola, hubo industrias que casi desaparecieron como la textil lanera de Castilla, ya que los rebaños de ovejas merinas sirvieron para alimentar a las tropas. El transporte de mercancías se paralizó, pues los bueyes, mulos, caballos y otros animales de tiro fueron incautados por los militares. Por último, la guerra generó un fuerte déficit en las finanzas públicas: en 1815 la deuda estatal superaba los 12 000 millones de reales, cifra veinte veces superior a los ingresos anuales ordinarios.

## Conmemoración
En 2008, con ocasión del bicentenario de la guerra, el interés por aquellos acontecimientos y su recuerdo se manifiesta en actos conjuntos hispanofranceses, publicación de ensayos y obras especializadas y exposiciones en diversas ciudades e instituciones de España.